# Stift Kremsmünster

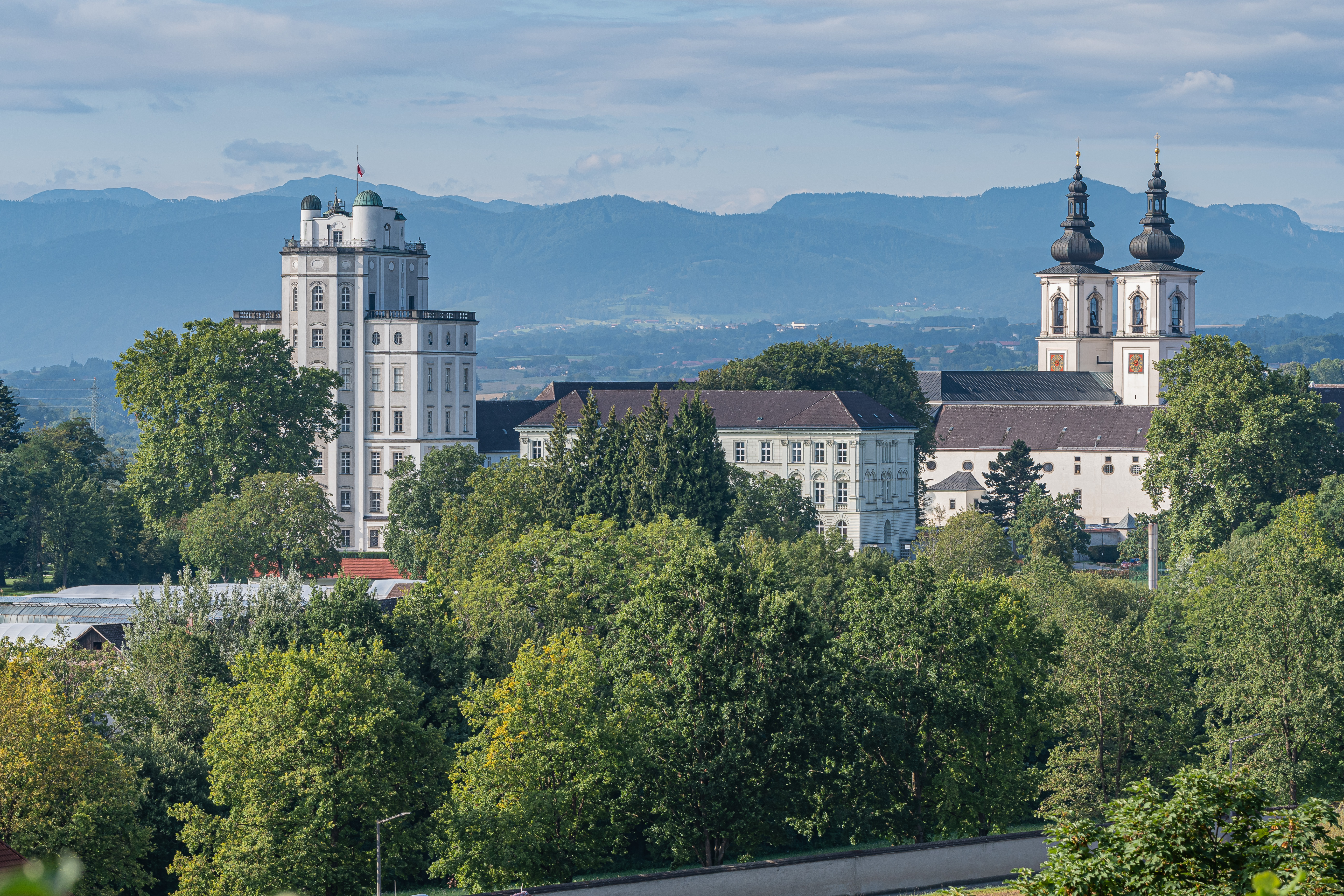
Stift Kremsmünster von Nordosten

Stift Kremsmünster ist eine Abtei der Benediktiner in Kremsmünster in Oberösterreich. Seit seiner Gründung im Jahr 777 ist es spirituelles und wirtschaftliches Zentrum der Region. Bekannt ist das Stift auch durch die Sternwarte (den Mathematischen Turm von 1750) und für das Gymnasium.

## Geschichte

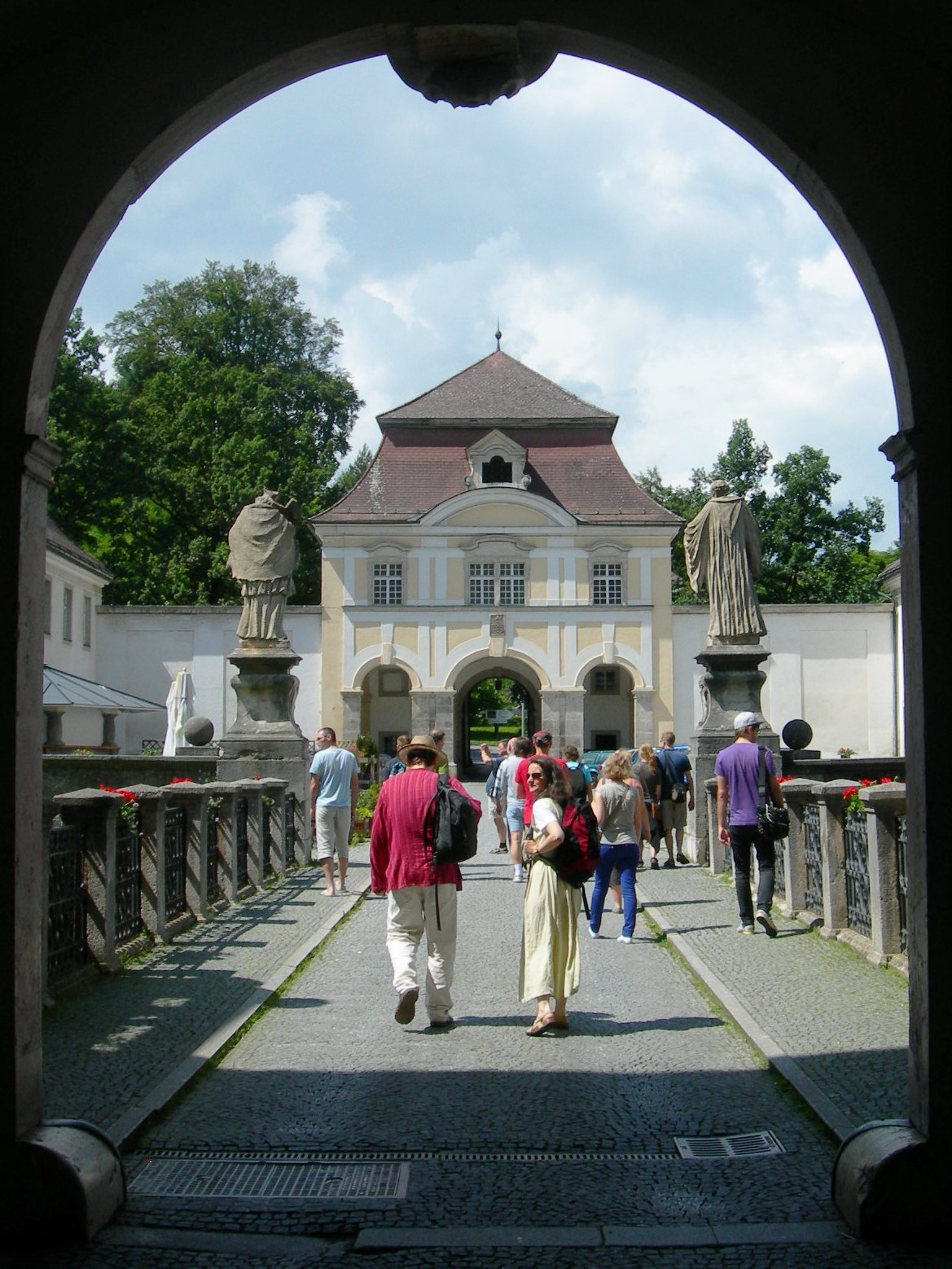
Torbau am Klostertor

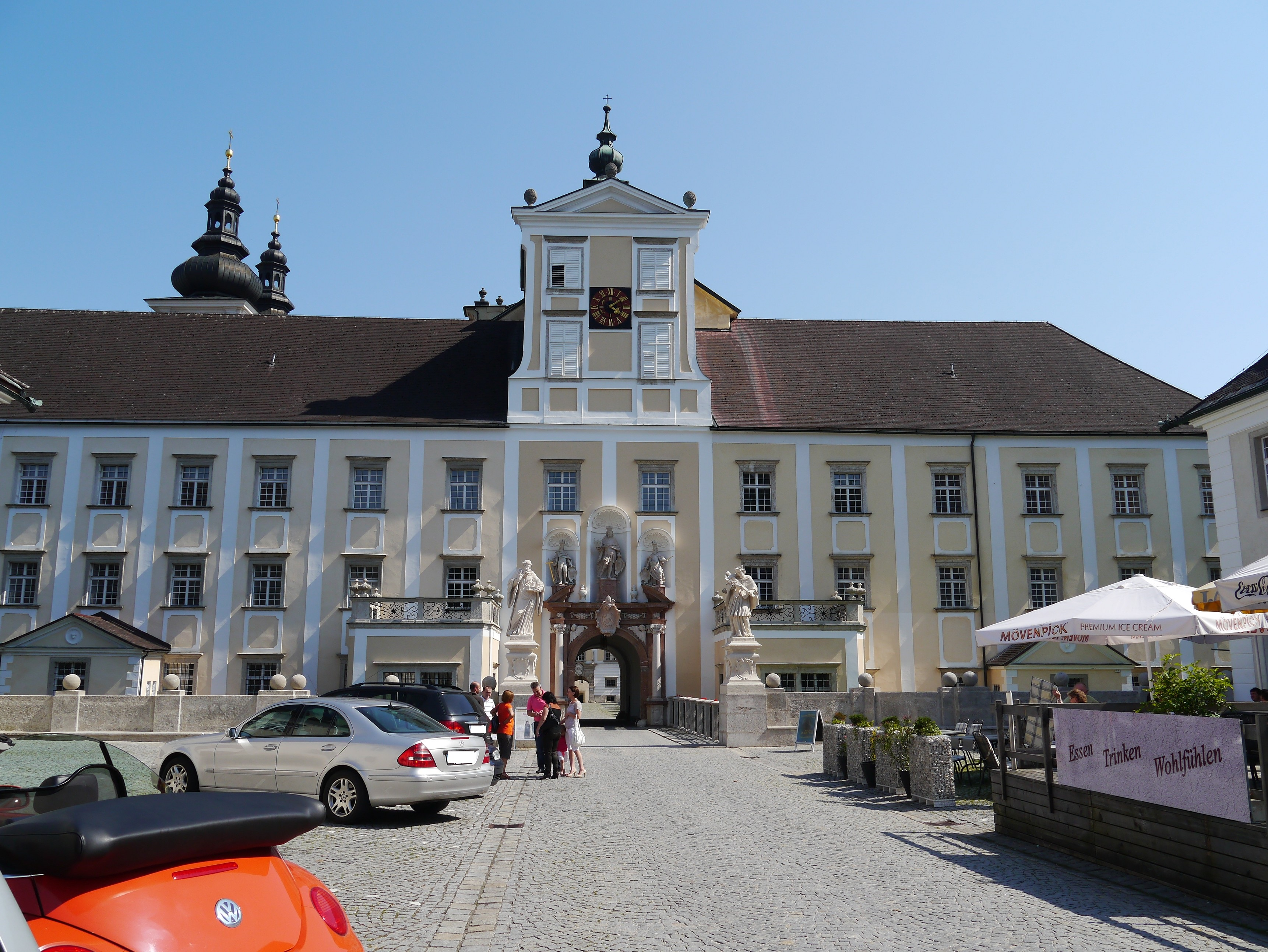
Kloster-Vorhof

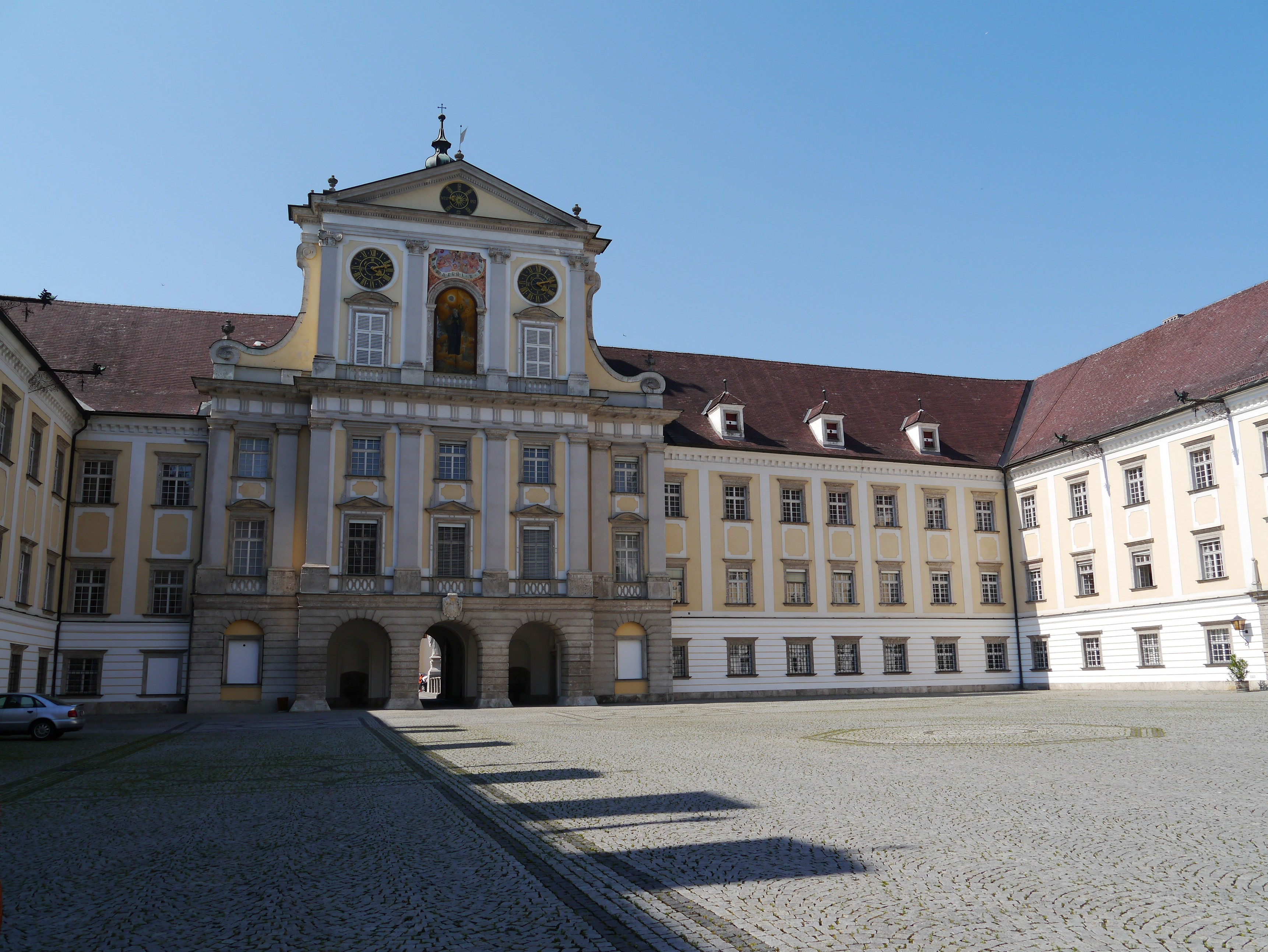
Innerer Stiftshof

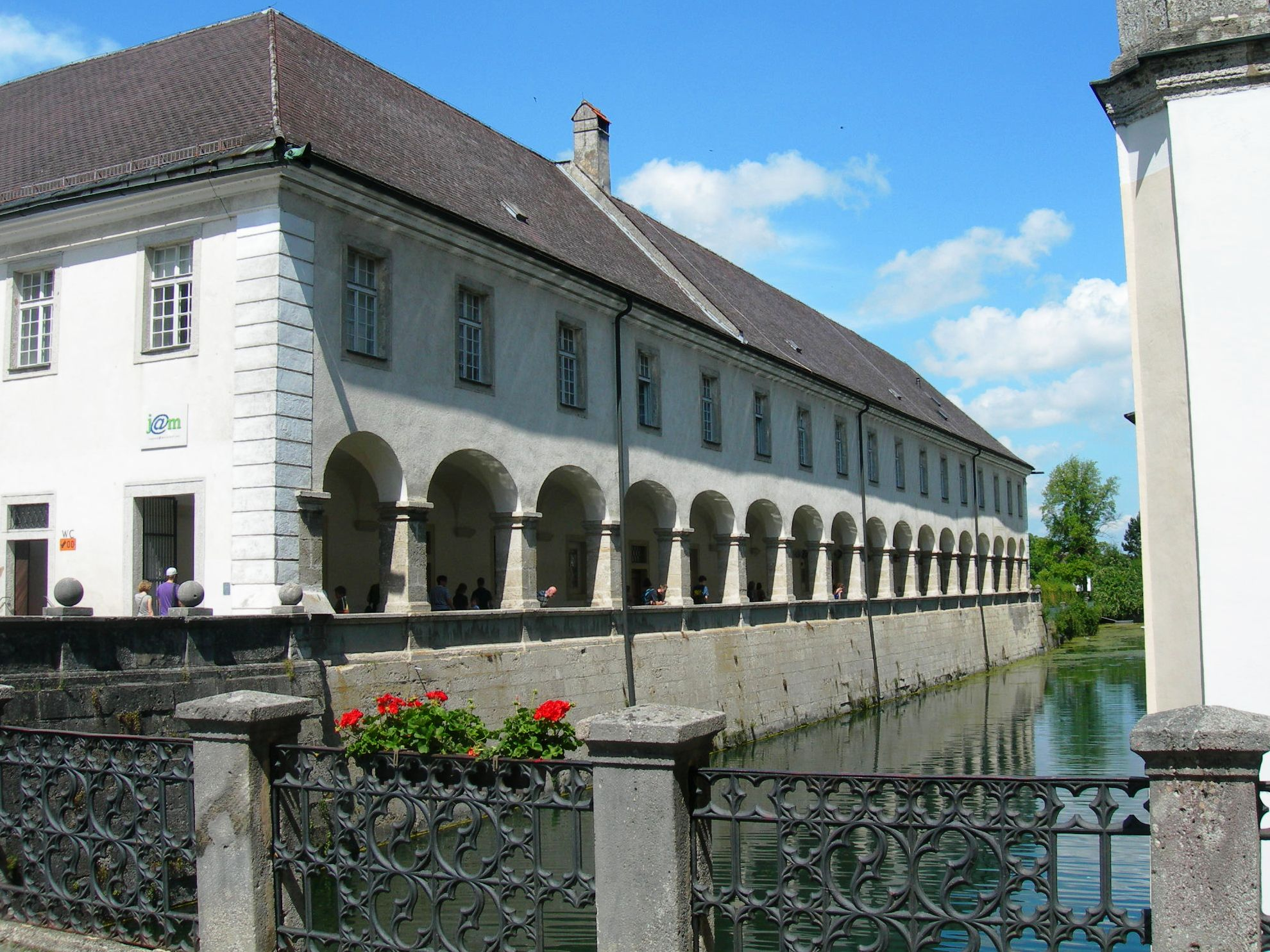
Wassergraben

Das Kloster wurde 777 von Herzog Tassilo III. von Bayern gegründet. Sein Sohn Gunther soll der Legende nach während eines Jagdausrittes von einem Eber angefallen und getötet worden sein. Die Klostergründung diente dazu, die Binnenkolonisation im waldreichen und von Bajuwaren und Slawen besiedelten Traungau voranzutreiben. Slawen hatten im herzoglichen Forst von Dietach, Sierning und Eberstalzell einige Gebiete gerodet, Tassilo übergab sie und andere etwas entlegenere Besitzungen als Dotation an das Kloster. Erster Abt wurde Fater, der zuvor der Kaplan des Herzogs gewesen war. Bei der Gründung am 9. November 777 waren Bischof Virgil von Salzburg, Bischof Simpert von Regensburg, Bischof Waldrich von Passau sowie die Äbte von Mondsee (Oportunus), von Niederalteich (Wolfperth), von Schlehdorf (Atto) sowie von Chiemsee (Gaozrih und Hrodhart) anwesend. Von bayerische Adeligen waren die Grafen Utih, Megilo, Salucho und die zu Tassilos Gefolge zählenden Reginold, Adalker und Hertnid vertreten. Auch Theodo III., der bereits gesalbte Sohn Tassilos, approbierte die Gründungsurkunde, was seine erste offizielle Amtshandlung als Nachfolger seines Vaters war.
Ein bedeutender Chronist des Klosters war Berchtold von Kremsmünster (* vor 1270; † nach 1326), der die „Historia Cremifanensis“ und die „Narratio de ecclesia Cremsmunstrensi“ verfasste.
Unter Benutzung älterer Bestandteile entstand ab der Mitte des 17. Jahrhunderts eine umfangreiche Anlage, die neben Stift Melk zu den größten Österreichs gehört. Unter den Baumeistern waren Carlo Antonio Carlone (Stiftskirche, Kaisersaal, Bibliothek, Fischkalter) und Jakob Prandtauer (Wirtschaftshöfe im äußeren Stiftshof, Umbau des Fischkalters), der auch die Klosterkirche in Melk gestaltete.
Die Bauanlage von Kremsmünster hat ihre größte Ausdehnung im etwa 290 Meter langen Südflügel. Dort liegen wichtige repräsentative Räumlichkeiten: Refektorium, Bibliothek und Kaisersaal. Abgeschlossen wird der Südflügel im Osten vom 51 Meter hohen Mathematischen Turm, in dem sich die Sternwarte Kremsmünster befindet. Dieser Turm gilt als eines der ersten Hochhäuser Österreichs.

## Klostergemeinschaft

### Äbte
Seit dem 25. Jänner 2025 ist der vormalige Rektor der päpstliche Hochschule Sant.Anselmo, P. Bernhard Eckerstorfer Abt von Kremsmünster.

### Mönche
Derzeit gehören 38 Mönche, davon 37 mit feierlicher Profess, sowie ein Klaustraloblate dem Kloster an (Stand Jänner 2025). Sie arbeiten innerhalb des Klosters, im Stiftsgymnasium, in der Jugendseelsorge (Treffpunkt Benedikt) sowie in 27 Pfarren, einer Expositur und einer Kaplanei.
Der Tagesablauf der Mönche ist gemäß dem benediktinischen Grundsatz „ora et labora“ („bete und arbeite“) von Gebet, Arbeit und geistiger Auseinandersetzung in Form von Schriftlesung, Meditation und Studium geprägt. Den Tag strukturiert das monastische Stundengebet.
Es gibt für Männer die Möglichkeit des Klosters auf Zeit.

## Mission in Barreiras
Von 1970 bis 2010 arbeiteten Mitbrüder des Klosters in der Diözese Barreiras in Brasilien. Neben den Pfarr- und Seelsorgeaufgaben setzten sie zahlreiche Sozialprojekte durch wie Altenheime, Kindergärten, Medizinische Ambulatorien, Landwirtschaftsschule oder Straßenkinderprojekte. P. Richard Weberberger wurde zum ersten Bischof der neu errichteten Diözese ernannt. Diesen Dienst übte er bis zu seinem Tod am 17. August 2010 aus. Auch wenn 2011 der letzte Kremsmünsterer Brasilien-Seelsorger ins Stift zurückkehrte, besteht weiterhin eine tiefe Verbundenheit zwischen der Diözese Barreiras und dem Kloster. Der „Freundeskreis Barreiras“ unterstützt weiterhin Projekte in Brasilien.

## Klostergebäude

### Stiftskirche
Die Stiftskirche war von Anfang an dem Weltheiland geweiht. Später (vielleicht bei der Einweihung des Neubaues von 1082) kam das Patrozinium des hl. Agapitus von Praeneste dazu. Nachdem mehrere Vorgängerbauten durch Brand zerstört worden waren, wurde 1232 mit dem Bau der heutigen Kirche begonnen. 1277 konnte Abt Friedrich von Aich zum fünfhundertsten Jahrestag der Gründung das Langhaus einweihen; bis zur Vollendung der gotischen Kirche (Türme) vergingen weitere 200 Jahre.
Die Kirche wurde seit dem Beginn des 17. Jahrhunderts in mehreren Phasen barockisiert und somit nachhaltig verändert. Beschränkte man sich unter Abt Anton Wolfradt vorwiegend auf den Umbau des Chorraumes mit dem Baumeister Marco Martino Spazzio, so wurde die Kirche ab den 1670er Jahren unter der Leitung von Carlone, von Giovanni Battista Colomba und von Giovanni Battista Barberini (1625–1691) einer umfassenden Barockisierung unterworfen. Zunächst entfernte man die im frühen 17. Jahrhundert aufgesetzten Chorkuppeln und überzog den gesamten Innenraum mit Stuckarbeiten, für die Giovanni Battista Colomba und Giovanni Battista Barberini verantwortlich waren, einer der Ausführenden der Geselle Girolamo Alfieri. Von Letzterem stammt auch die Westfassade der Kirche von 1681. Für die Freskenausstattung im Inneren, die Szenen aus dem Alten Testament darstellen, konnten die Gebrüder Grabenberger aus Krems gewonnen werden, von denen sich Michael Christoph besonders auszeichnete. Diese zweite Phase der Barockisierung war nach zwölfjähriger Arbeit abgeschlossen.
Unter Abt Alexander Strasser (1709–1731) kam die Umgestaltung der Stiftskirche zum Abschluss. In diese dritte Phase fallen das Hochaltarbild und der Tabernakel, die Kanzel, die breite Treppe hinauf zum Presbyterium und die Seitenaltäre. Besonders erwähnenswert sind die aus Marmor gestalteten Barockengel von Johann Michael Zürn dem Jüngeren, die neben den zahlreichen Seitenaltären knien und stehen, eindrucksvolle Beispiele des österreichischen Barocks.
Die Stiftskirche St. Agapitus hat beachtliche Maße. Sie ist 78 Meter lang und 21 Meter breit. Das Hauptschiff ist 18 Meter, die Seitenschiffe sind 12 Meter hoch.

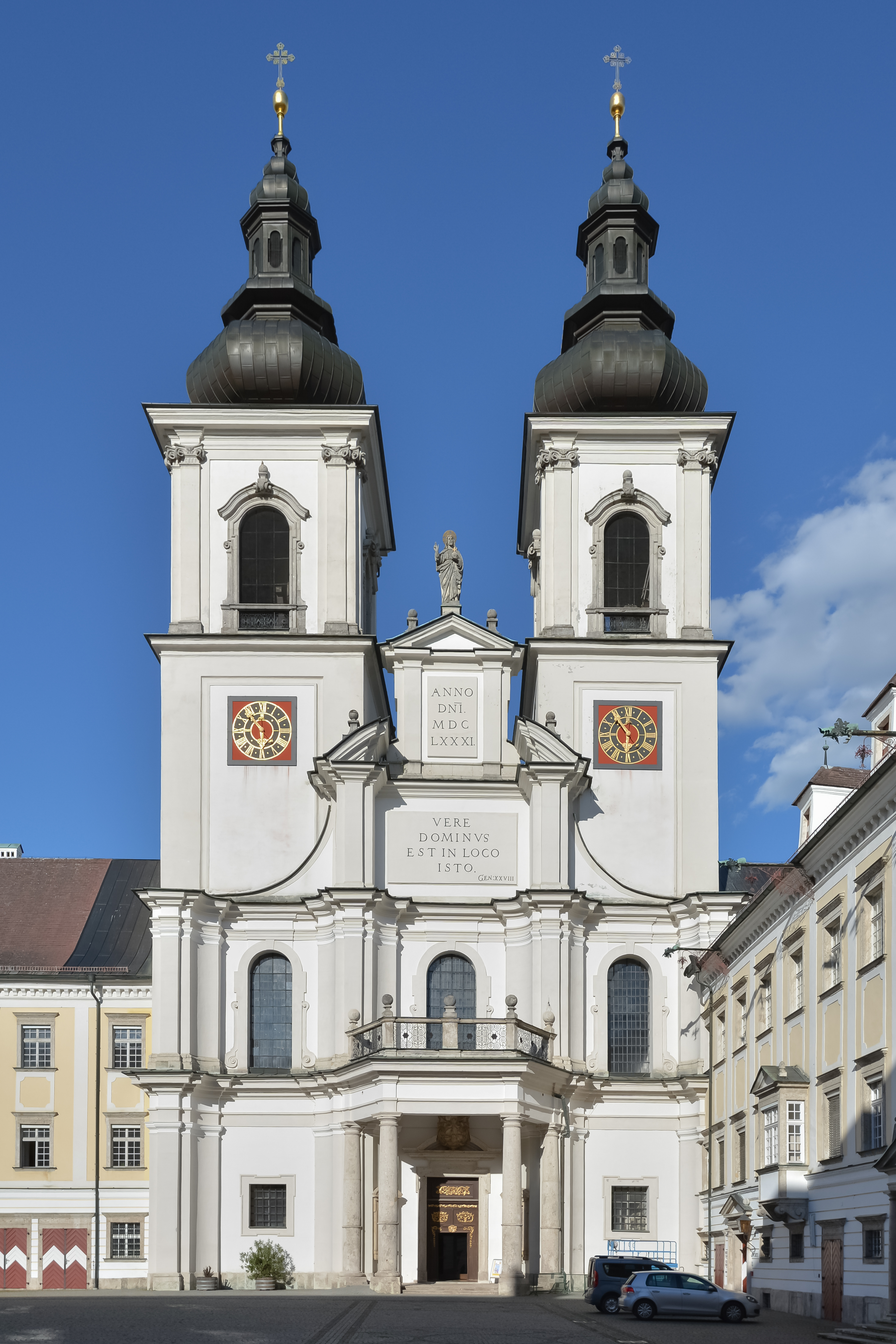
Kirchenfassade Prälatenhof
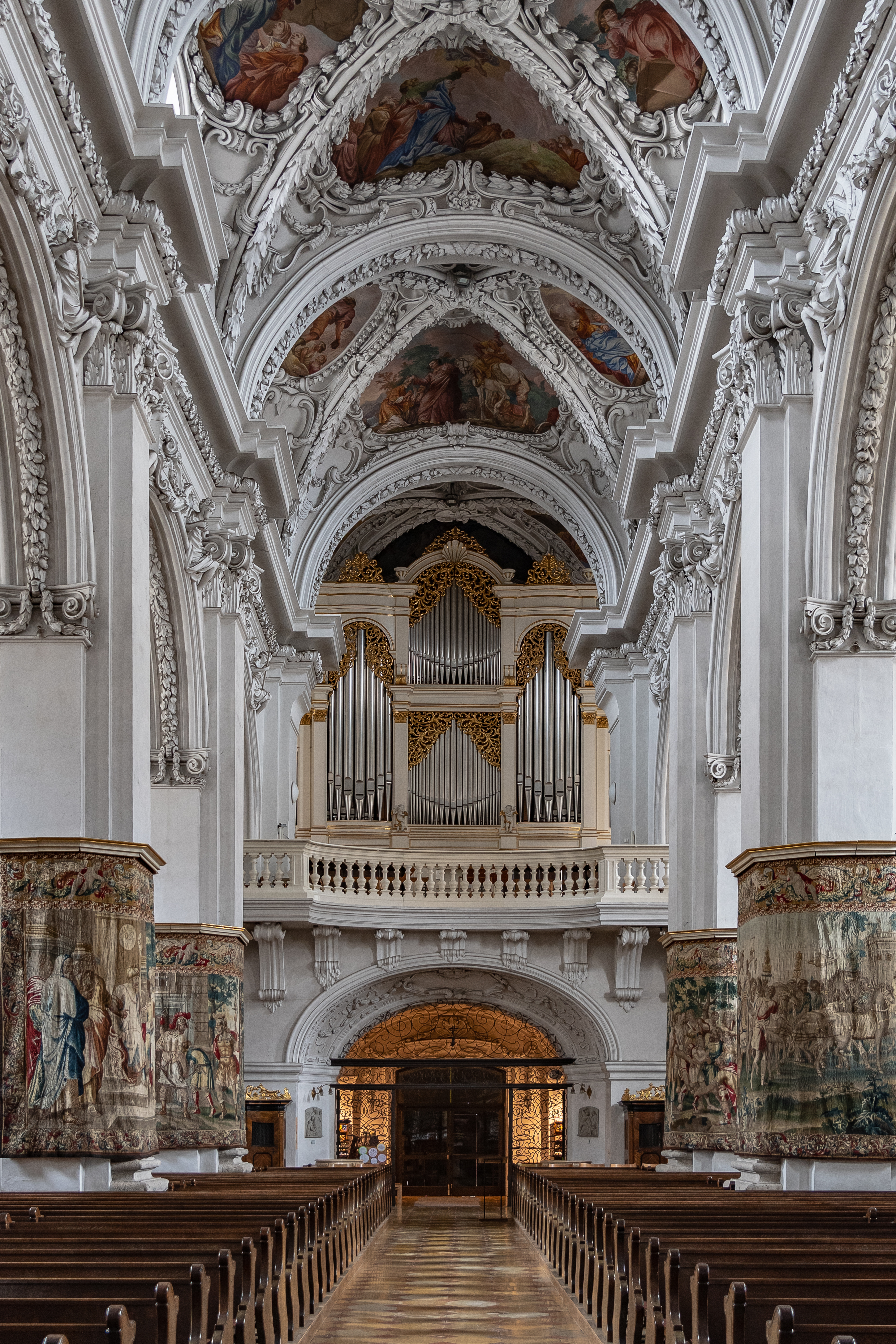
Kirchenschiff mit Orgelempore
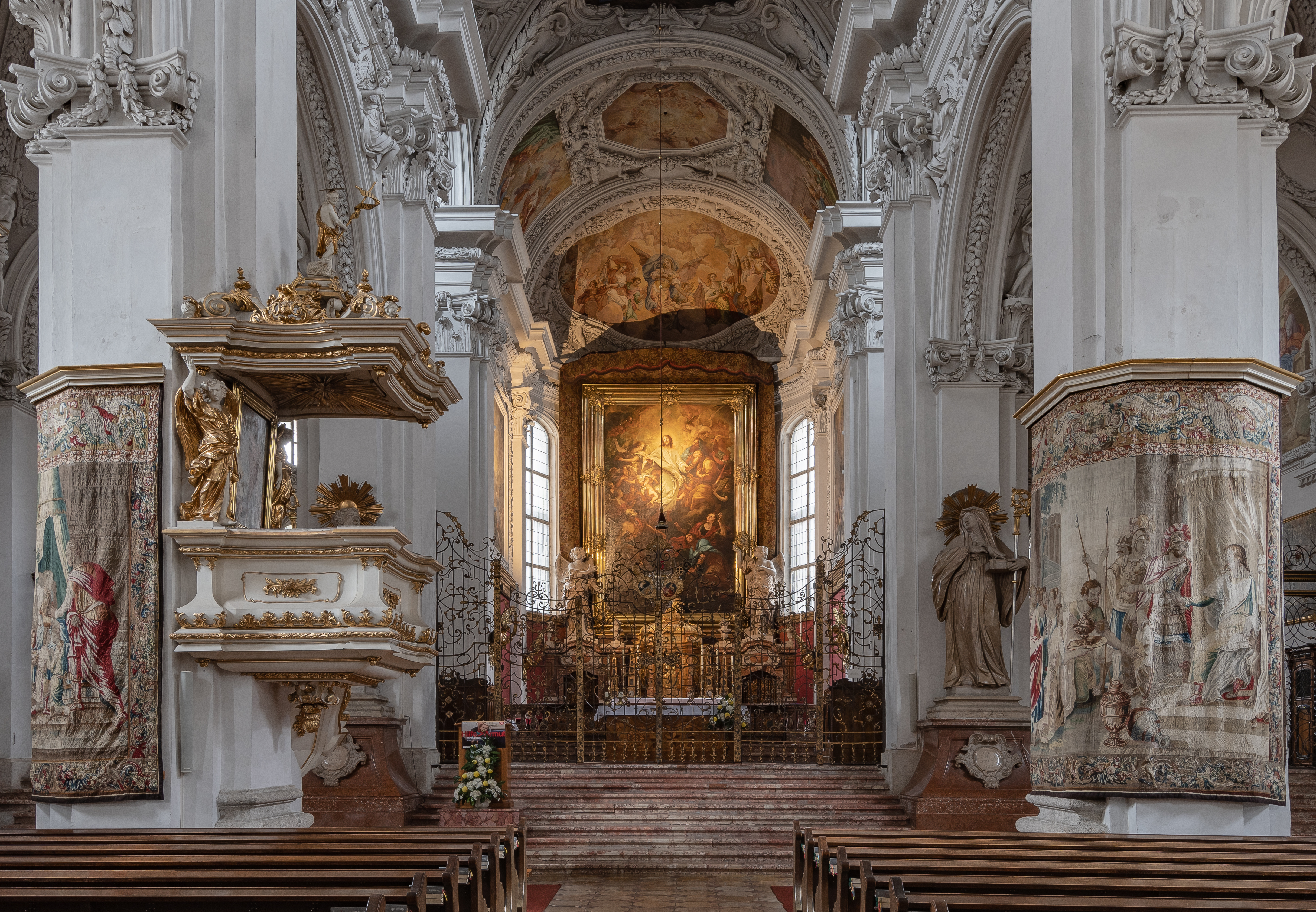
Kirchenschiff mit Chor
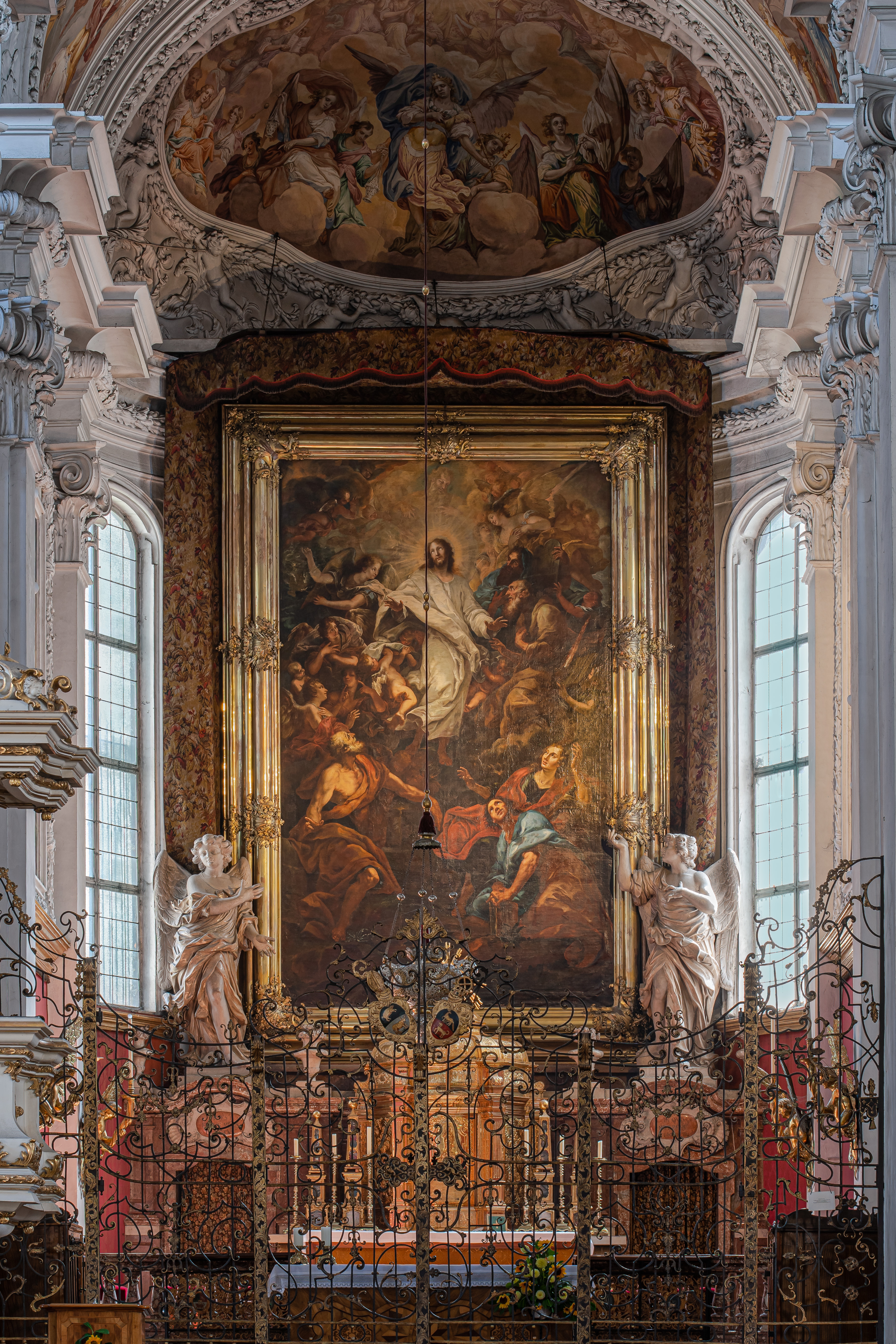
Hochaltar
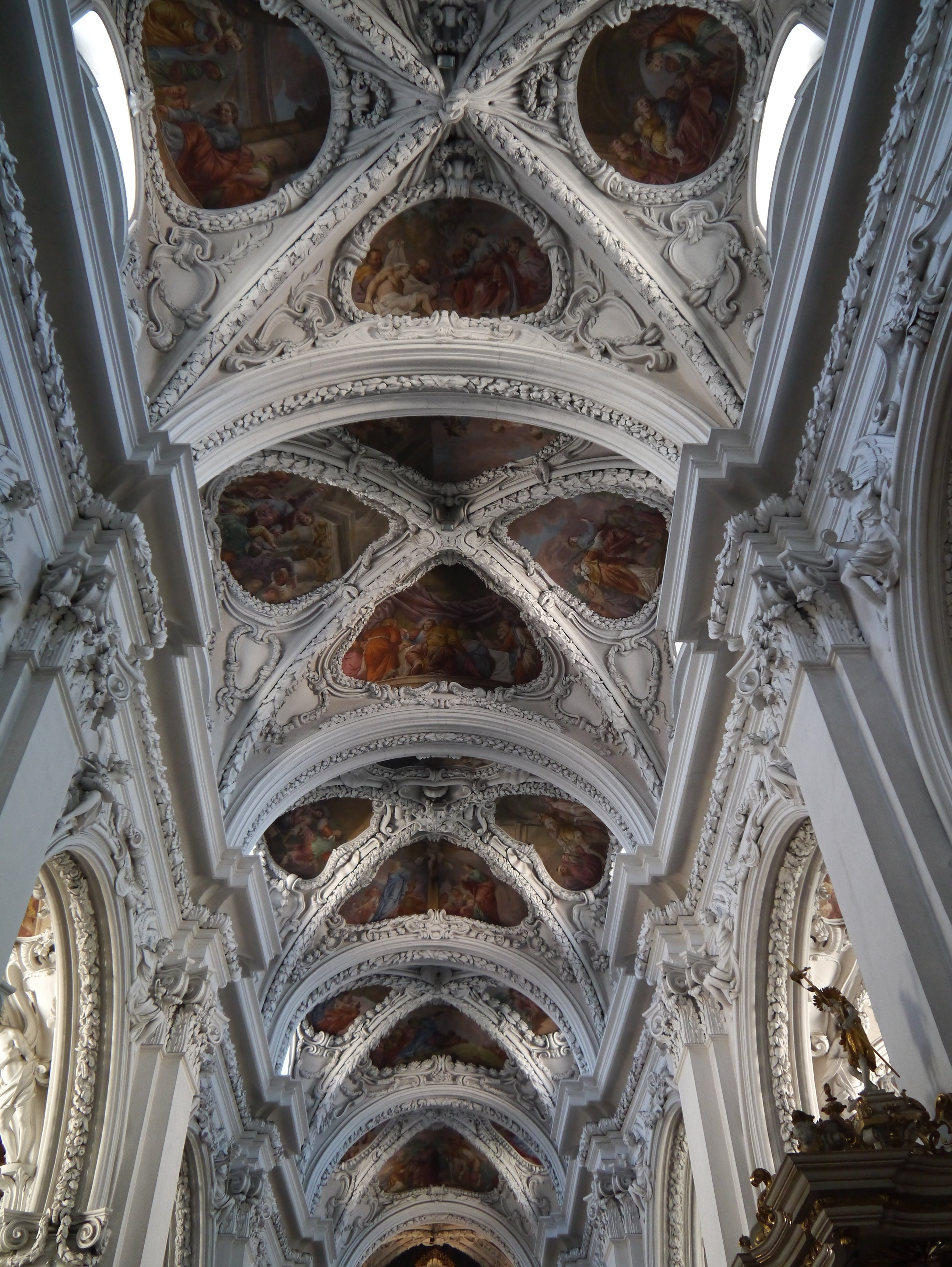
Deckenfresko
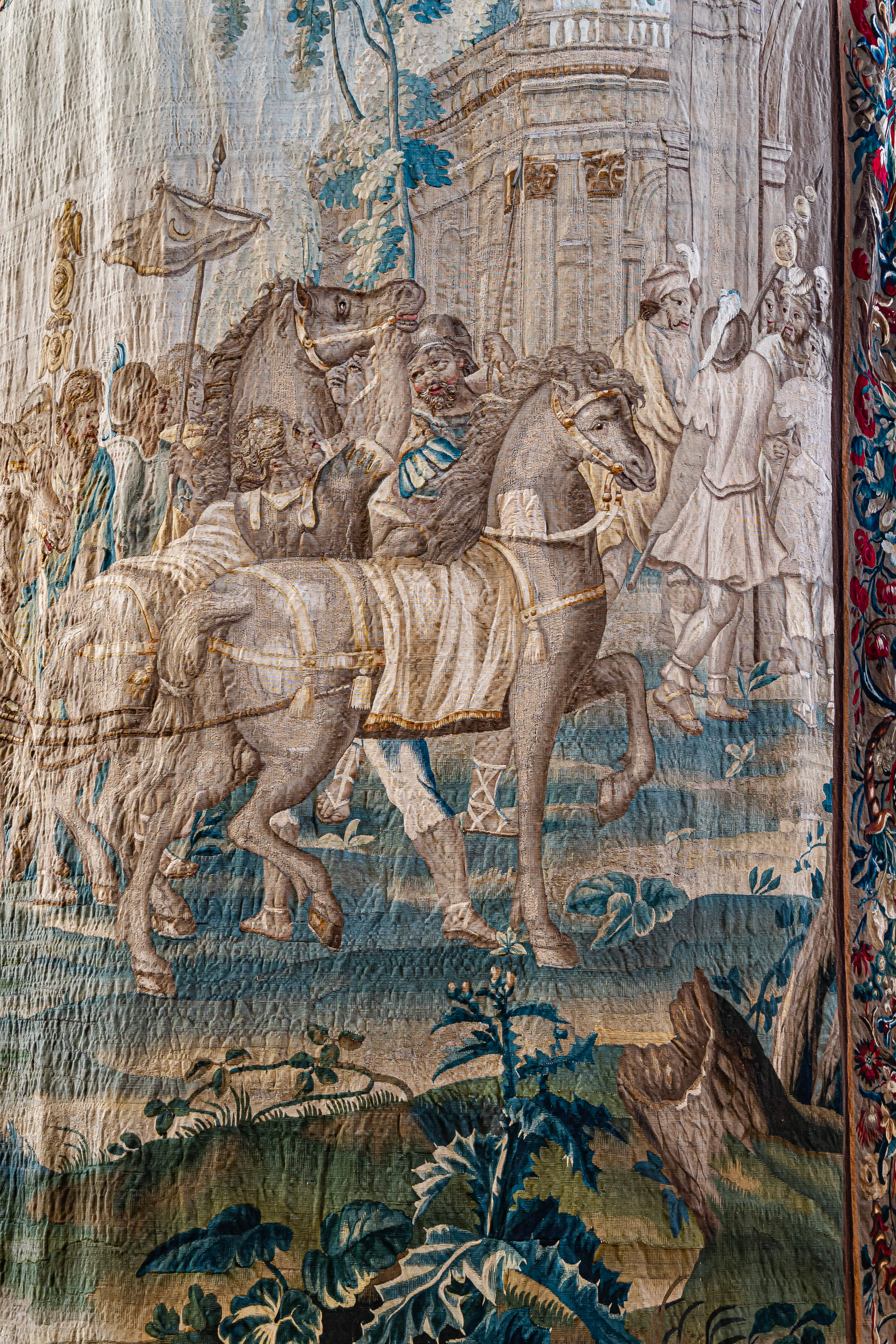
Wandteppich
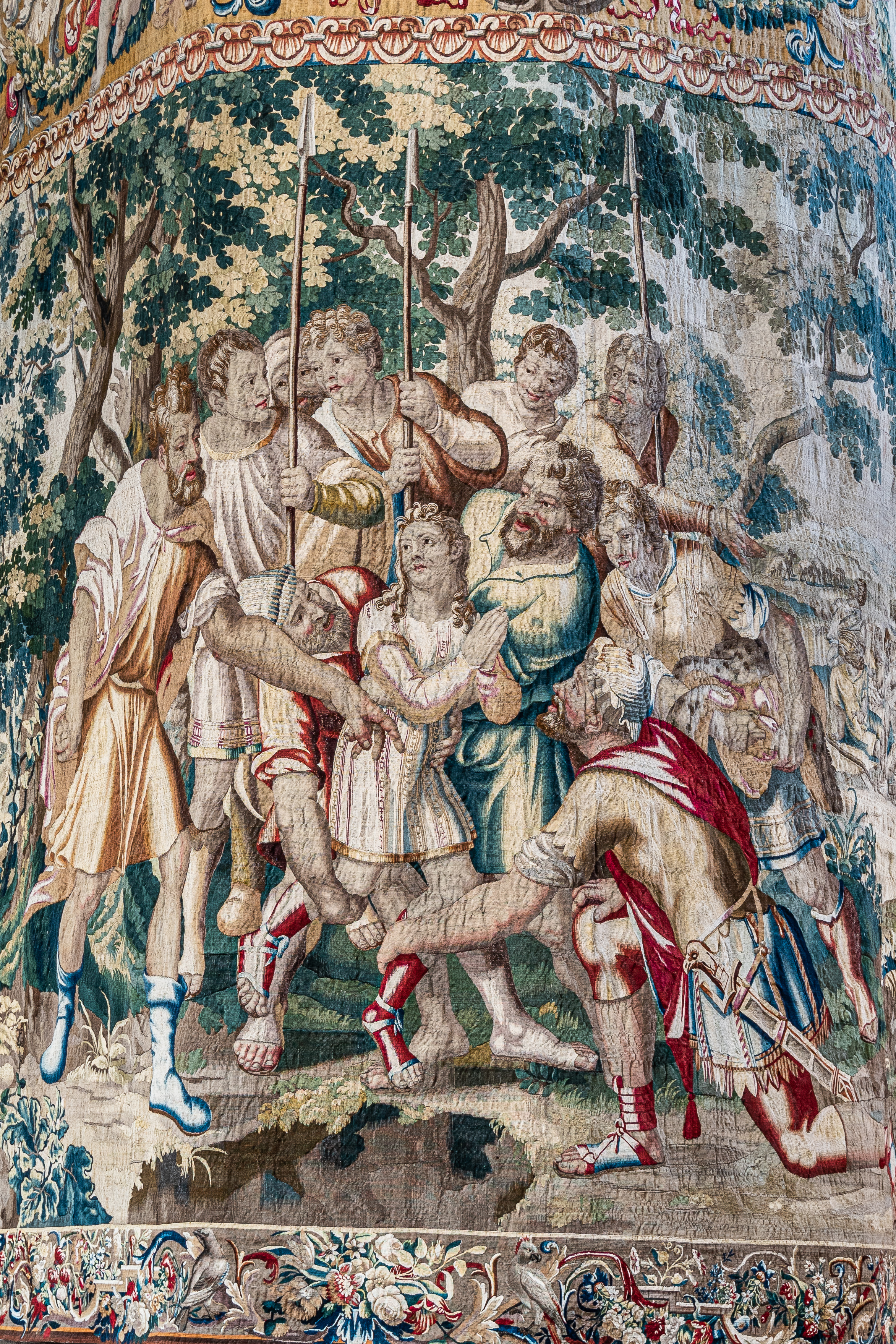
Wandteppich

#### Hochaltar
Das Hochaltarbild (oben rechts) wurde bis 1712 in zwölfjähriger Arbeitszeit von Andreas Wolff auf einer 6,3 × 3,8 Meter großen Leinwand gemalt. Dieses Meisterwerk des Münchner Hofmalers stellt Christus in der Verklärung dar: Er hat sich vom Boden erhoben, sein Angesicht leuchtet wie die Sonne, sein Gewand wie Schnee, Mose und Elija drängen sich von rechts an ihn, eine Unzahl großer und kleiner Engel umgibt ihn, während von oben Gottvater herablächelt.
Der kurbayerische Hofmaler trug darin das für die katholische Theologie besonders wichtige Thema der Verklärung Christi auf dem Berg Tabor vor. Im unteren Teil des Bildes lagern die drei Jünger Petrus, Jakobus und Johannes, über ihnen erscheinen neben Christus die Vertreter des Alten Bundes, Mose und Elija. Den schweren vergoldeten Kupferrahmen halten Engel durchschnittlicher Qualität von Josef Anton Pfaffinger (1714).
Den Chorraum trennen Gitter vom Langschiff. Das mittlere schmiedete Valentin Hofmann 1718, die seitlichen wurden 1616 bis 1618 von Hans Walz gefertigt.

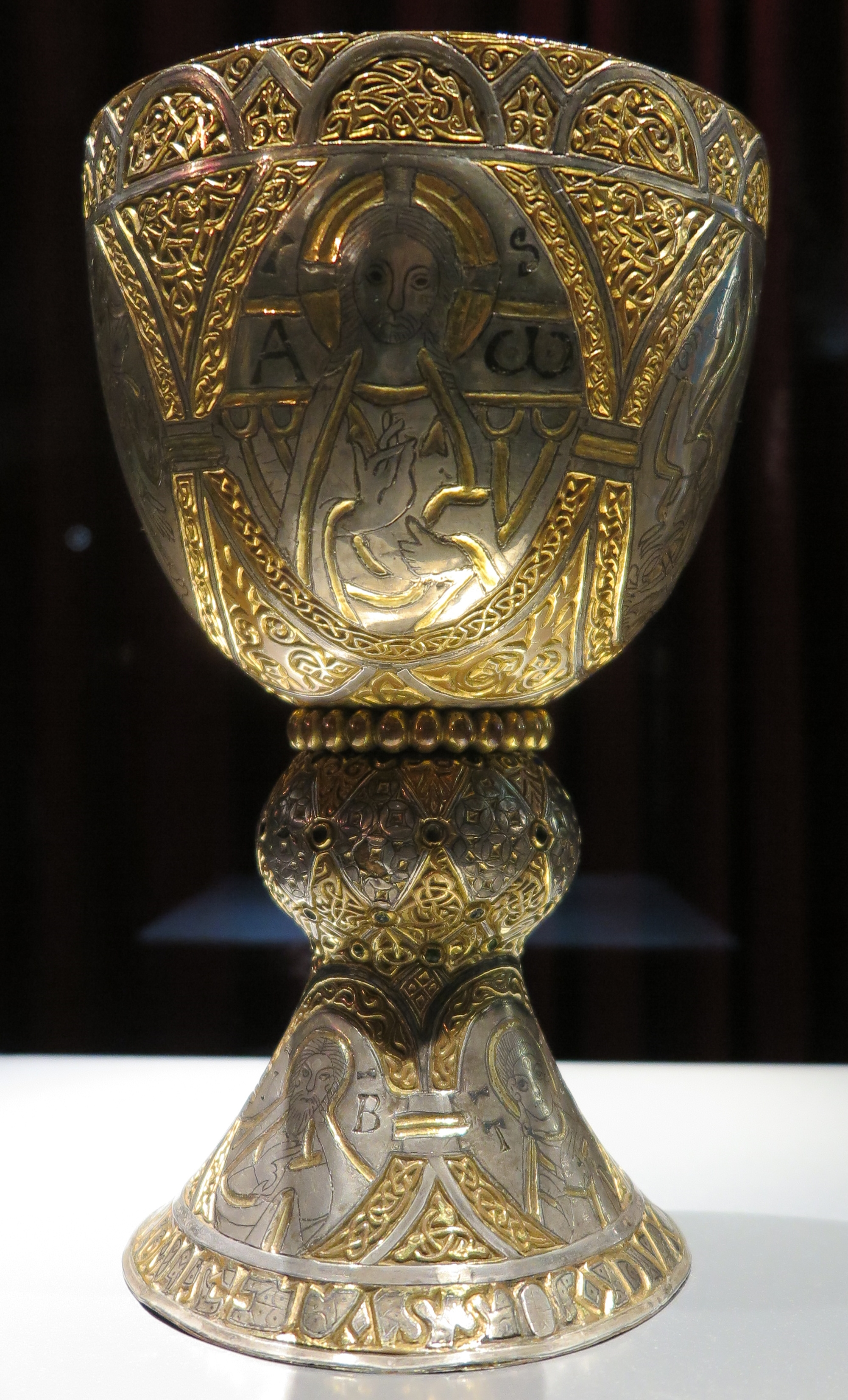
Der Tassilokelch während einer Ausstellung im Centre Charlemagne, Aachen 2014

#### Tassilokelch
Der Tassilokelch, der in der Schatzkammer aufbewahrt wird, ist das wohl berühmteste und kostbarste Kunstwerk im Stift; der Kelch wurde um 780 von Herzog Tassilo III. und seiner Gemahlin Liutberga gestiftet, möglicherweise zum Anlass der Gründung Kremsmünsters im Jahr 777.

#### Tabernakel
Der prachtvolle Tabernakel bildet den Sockel des Hochaltargemäldes. Er wurde 1715, möglicherweise nach einem Entwurf Jakob Prandtauers, angefertigt. Die Tür ziert eine Immaculata von Johann Urban Remele: Maria ist in diesem Zusammenhang als das Goldene Haus der Lauretanischen Litanei zu verstehen.

#### Kanzel und Gobelins
Weitere bedeutende Ausstattungsstücke des Hauptschiffes sind die Kanzel von Urban Remele (1713) mit dem Ölbild Paulus als Prediger von Karl von Reslfeld und die flämischen Tapisserien, die früher an Festtagen, heute ständig die Stuckmäntel der Pfeiler umkleiden. Sie zeigen Szenen aus Josefsnovelle des Buches Genesis und stammen aus der Brüsseler Werkstätte der Reydams, wo sie gegen Ende des 17. Jahrhunderts gewebt wurden.

#### Seitenaltäre
Die beiden Altarblätter in den Seitenchören stammen vom gebürtigen Wiener Daniel Seiter, der vorwiegend in Rom und Turin tätig war. Auch er entstammt, wie Reslfeld, der Schule von Karl Loth (Carlotto) und wandte die vielleicht schärfste und bizarrste Hell-Dunkel-Manier des österreichischen Frühbarocks an. Im linken Blatt interpretiert er das Martyrium der heiligen Candida (Abb.), deren Reliquien seit 1677 in Kremsmünster verwahrt werden, im rechten das des heiligen Agapitus (Abb.), dessen Überreste König Arnulf dem Kloster bereits im ausgehenden 9. Jahrhundert überließ.

#### Gunthergrab

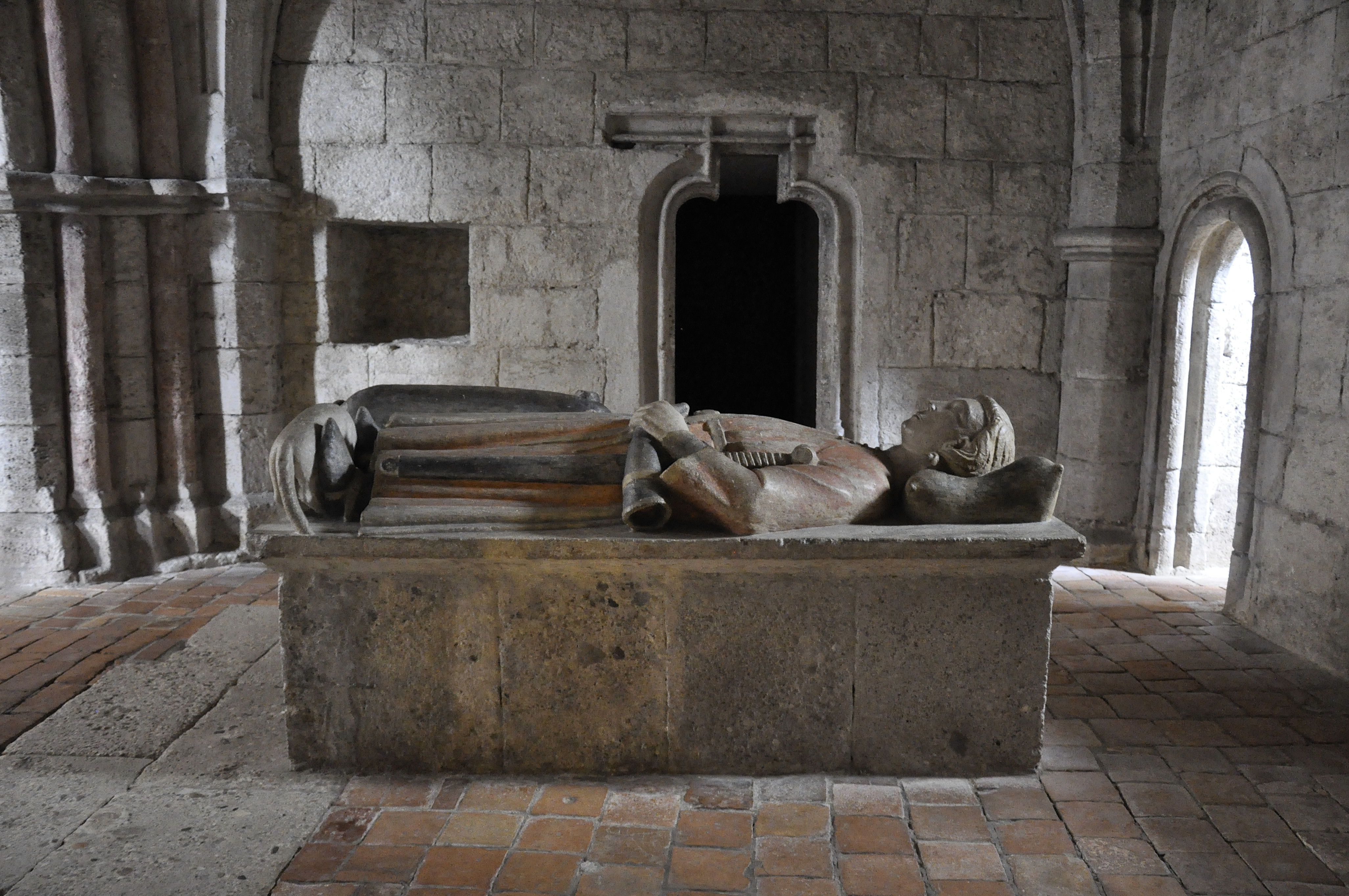
Gunthergrab

In der südlichen Turmkapelle der Stiftskirche befindet sich das berühmte Grab von Gunther, Sohn Tassilos III. Das Gunthergrab, ein Kenotaph aus weißer Nagelfluh, wird von einer Deckplatte mit der Figur des toten Gunther gekrönt und befindet sich im Läuthaus der Stiftskirche. Die Deckplatte stammt aus der Zeit vor 1304 und stellt Gunther, den sagenhaften Sohn des Bayernherzogs Tassilo III. dar, der der Gründungslegende des Kremsmünsterer Stifts zufolge in den Wäldern an der Krems bei der Jagd von einem wilden Eber tödlich verwundet wurde. Zu Füßen des auf einem Kissen ruhenden und in romanisches Röhrengewand gehüllten Gunthers ruhen der Eber, mit einer Lanze im Leib, und der Jagdhund Gunthers, der ihn aufgespürt haben soll. Besonders bemerkenswert ist vor allem die kräftige Farbfassung, die gut erhalten ist.

#### Orgel

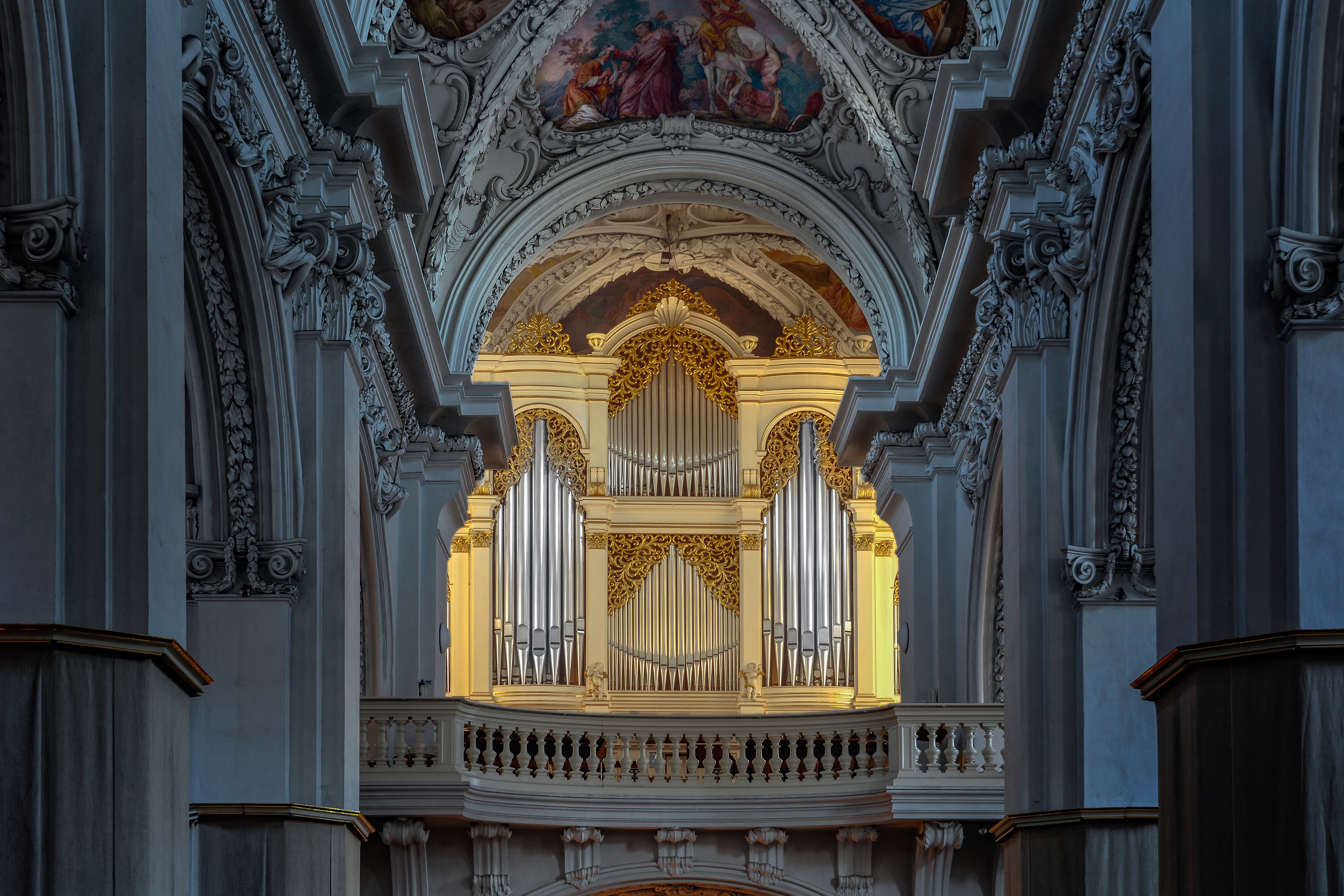
Orgel und Empore

Die Orgel der Stiftskirche stammt aus dem Jahr 2005 und wurde von der oberösterreichischen Orgelbauanstalt Kögler (in St. Florian) gebaut. Das Instrument verfügt über 45 Register auf drei Manualen und Pedal.

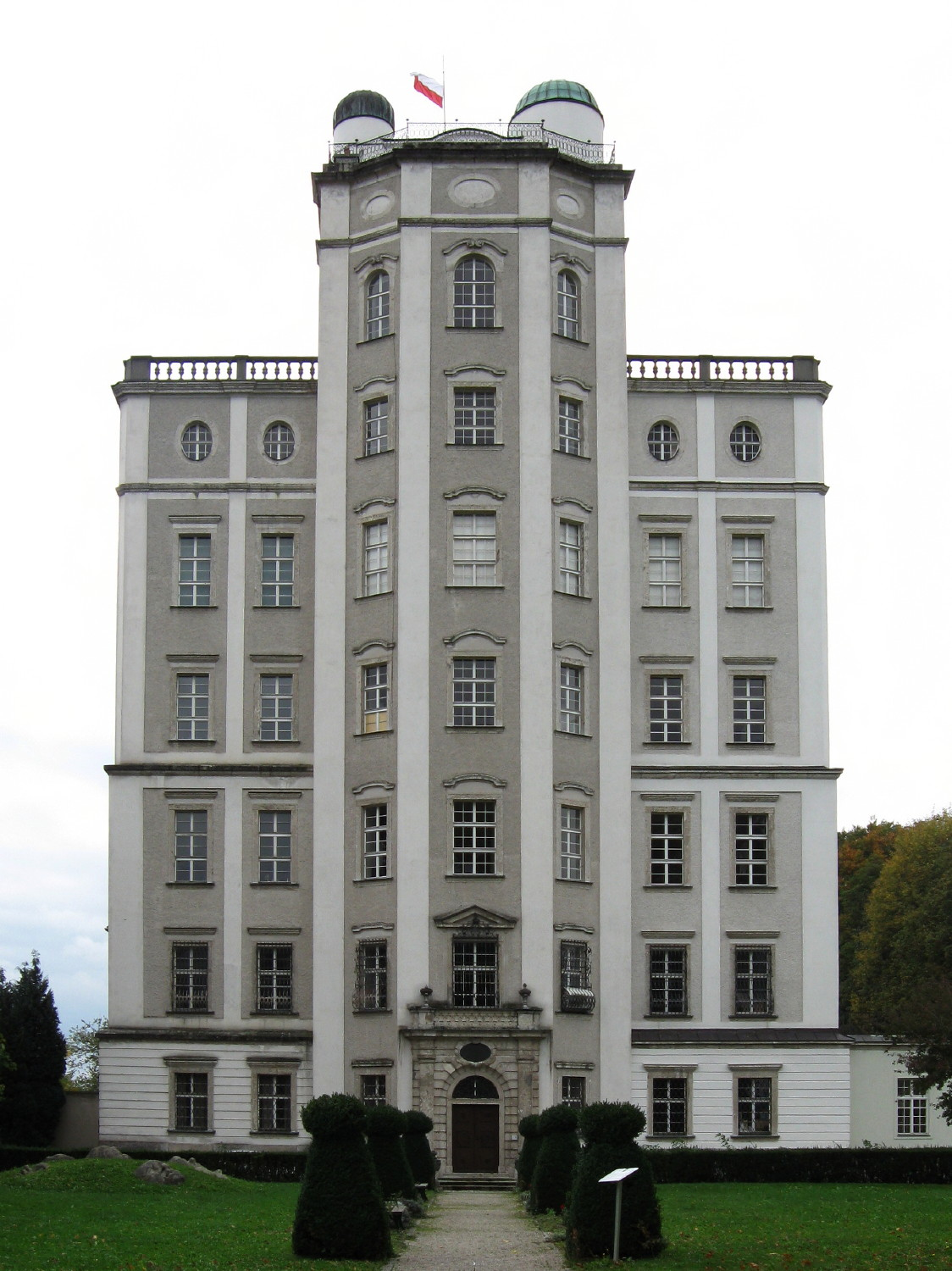
„Mathematischer Turm“, die älteste Sternwarte Mitteleuropas

| I Hauptwerk C–f3    |     |
| Principal           | 16′ |
| Quintade            | 16′ |
| Octave              | 8′  |
| Rohrflöte           | 8′  |
| Salicional          | 8′  |
| Octave              | 4′  |
| Gemshorn            | 4′  |
| Quinte              | 3′  |
| Superoctave         | 2′  |
| Großsesquialter III |     |
| Mixtur VI-VIII      |     |
| Cimbel IV-V         |     |
| Trompete            | 16′ |

| II Oberwerk C–f3 |     |
| Bourdon          | 16′ |
| Principal        | 8′  |
| Bourdon          | 8′  |
| Gambe            | 8′  |
| Octave           | 4′  |
| Flöte            | 4′  |
| Nasard           | 3′  |
| Octave           | 2′  |
| Cornett V        | 8′  |
| Mixtur V         |     |
| Trompete         | 8′  |
| Vox Humana       | 8′  |

| III Positiv C–f3 |       |
| Gedackt          | 8′    |
| Principal        | 4′    |
| Rohrflöte        | 4′    |
| Octave           | 2′    |
| Waldflöte        | 2′    |
| Quinte           | 1 ⁄3′ |
| Sesquialter II   |       |
| Scharff IV       |       |
| Dulcian          | 8′    |

| Pedalwerk C–f1   |         |
| Principalbaß     | 16′     |
| Subbaß           | 16′     |
| Quintbaß         | 10 2⁄3′ |
| Octave           | 8′      |
| Gedecktbaß       | 8′      |
| Octave           | 4′      |
| Rauschpfeife III |         |
| Mixtur VI        |         |
| Posaune          | 16′     |
| Trompete         | 8′      |
| Trompete         | 4′      |

### Sternwarte „Mathematischer Turm“
Die Sternwarte Kremsmünster gilt als das erste Hochhaus Europas, erbaut in den Jahren 1749–1758. Sie hat eine Höhe von etwa 51 Metern. Im Gegensatz zu oft viel höheren Kirchtürmen war sie wegen der sechs tragfähigen Zwischengeschoße viel schwieriger zu errichten. Mit dieser auf gute Beobachtungsbedingungen ausgelegten Bauweise ist sie eine der weltweit ältesten Sternwarten. Hier wirkten einige bekannte Astronomen und zeitweilig bis zu 3 Patres als Observatoren.
Um etwa 1930 wurde die Beobachtungen von der Sternwartekuppel (7. Stock) aus verschiedenen Gründen in den Garten verlegt, wo ein großes Meridianhaus errichtet wurde. Im Tiefkeller befindet sich eine von der Universität Wien betriebene Fundamentalstation für die Gravimetrie.
In vier der Obergeschoße ist seit langem ein Wissenschaftsmuseum untergebracht, das zum 1200-Jahr-Stiftsjubiläum 1977 modernisiert wurde. Die Sammlungen reichen von Physik und Astronomie über die Geologie und Biologie bis zur Völkerkunde. Sie zeigen in anschaulicher Weise die Entwicklung der naturwissenschaftlichen Forschung über fast ein Vierteljahrtausend.
Im „Wetterkammerl“ werden seit dem Jahr 1763 meteorologische Beobachtungen angestellt, und seit 1767 existiert eine bis heute durchgängige Temperaturaufzeichnung. Damit kann Kremsmünster als einzige Wetterstation der Welt eine Messreihe über 240 Jahre vorweisen, die nie durch einen Standortwechsel unterbrochen worden ist.

### Fischkalter

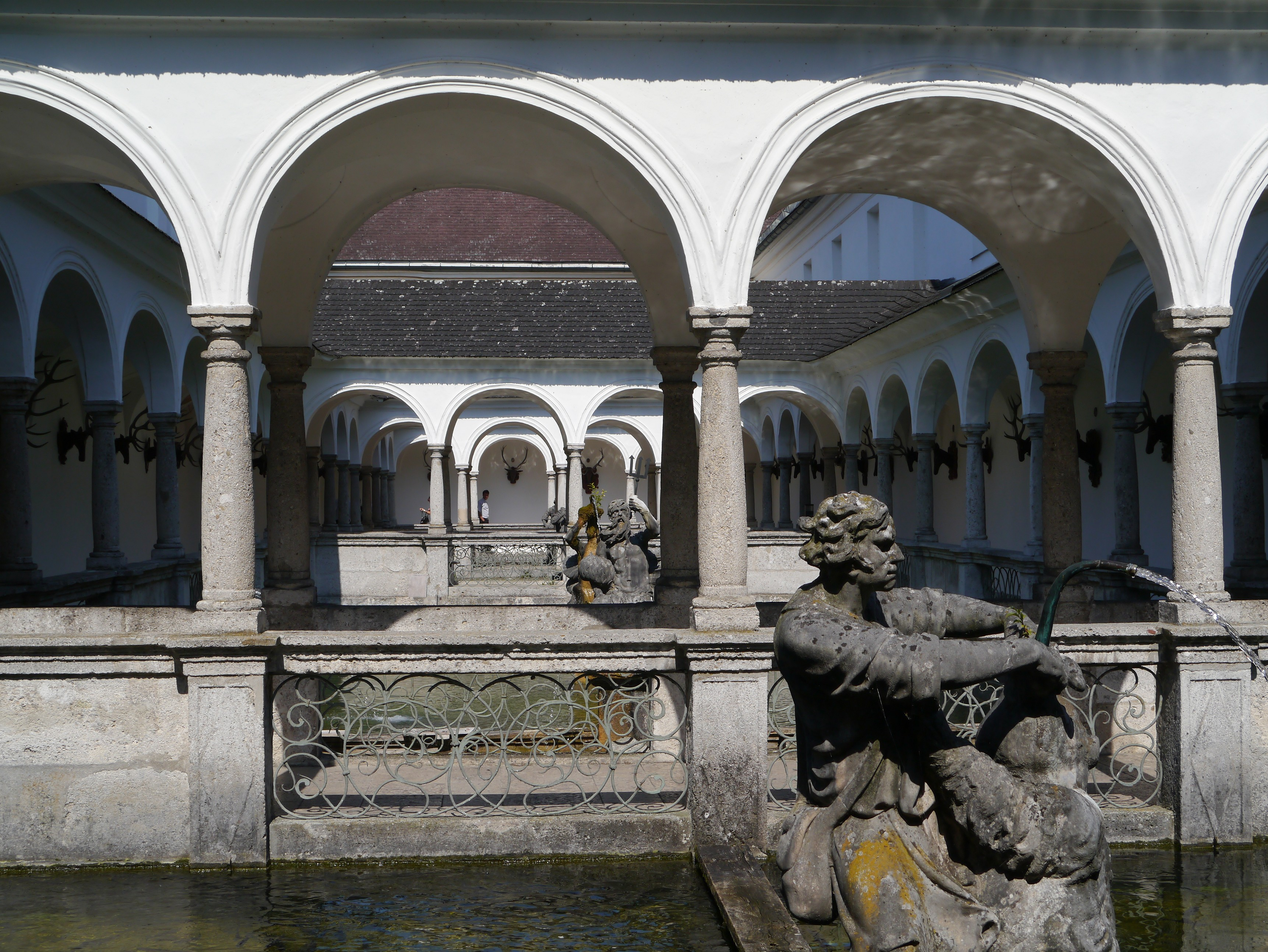
Fischkalter des Klosters

Der Fischkalter umfasst fünf prunkvolle Wasserbecken, in denen Fischzucht betrieben wird. Erbaut wurde er von Carlone (1690–1692) und Prandtauer (1717). Die Becken werden von Säulengängen umgeben, deren Arkaden von 78 römisch-toskanischen Säulen getragen werden. Die Statuen, die als Wasserzufuhr dienen, stammen von Andreas Götzinger und Johann Baptist Spaz. Sie stellen Samson, David, Neptun, Triton, den Apostel Petrus und den Blindenhelfer Tobias dar.

### Stiftsbibliothek
Die Stiftsbibliothek Kremsmünster ist eine der größten und ältesten Österreichs. Der Prachtsaal hat eine Länge von 65 m und beherbergt circa 160.000 Bände; zur Sammlung gehören auch zahlreiche Handschriften und Inkunabeln. Die bekannteste Handschrift ist der Codex Millenarius (maior) aus der Zeit um 800. Ein Verzeichnis der Bestände ab 1500 ist im Internet abrufbar. Die Bibliothek besitzt auch über dreißig Handschriften, die Johannes Seld de Leubs dem Kloster 1440/41 schenkte. Neben theologischen Texten befindet sich darunter eine Abschrift des für die Sprachforschung wichtigen „Abstractum-Glossars“.

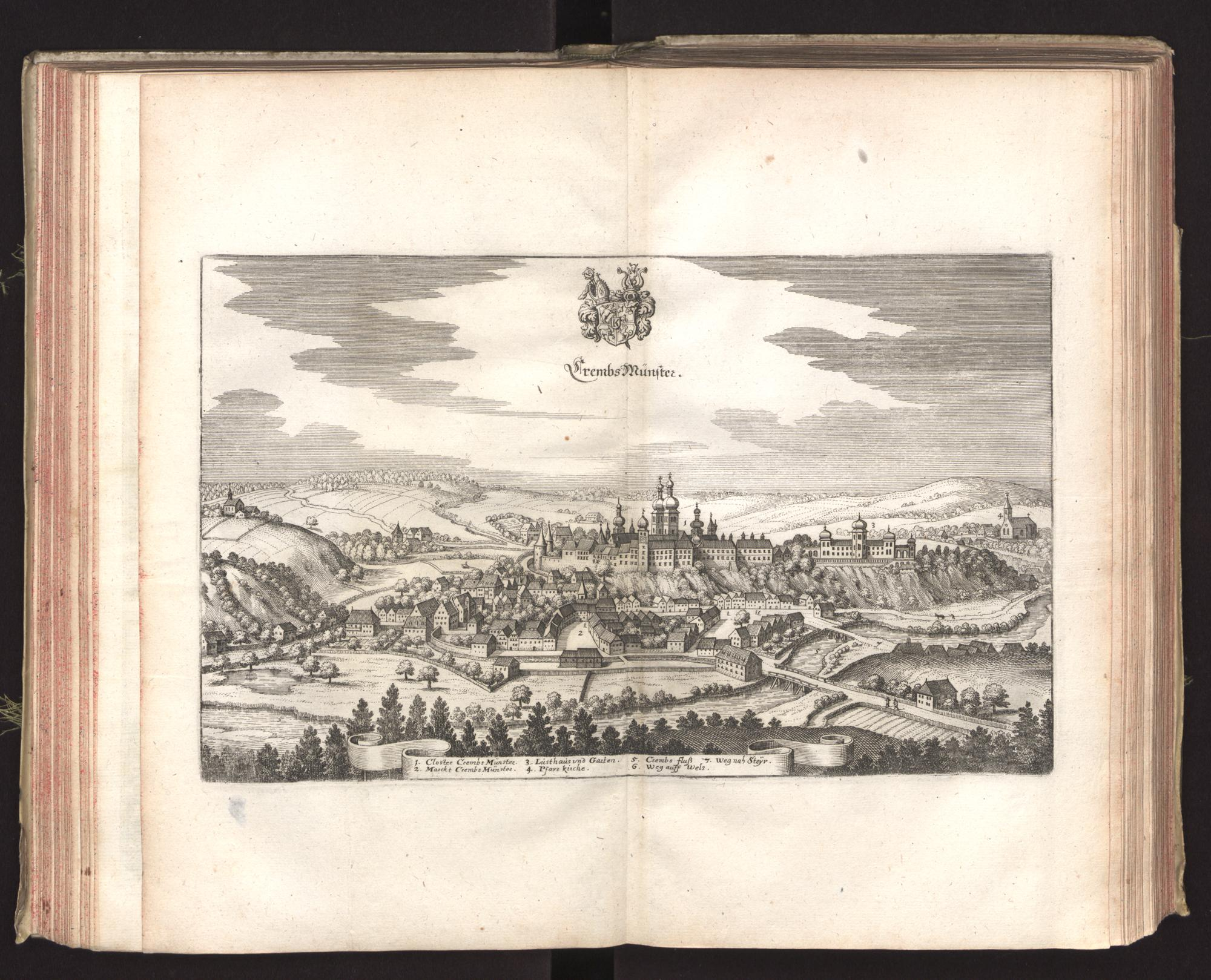
Topographia Austriacarum (Matthäus Merian, 1679)
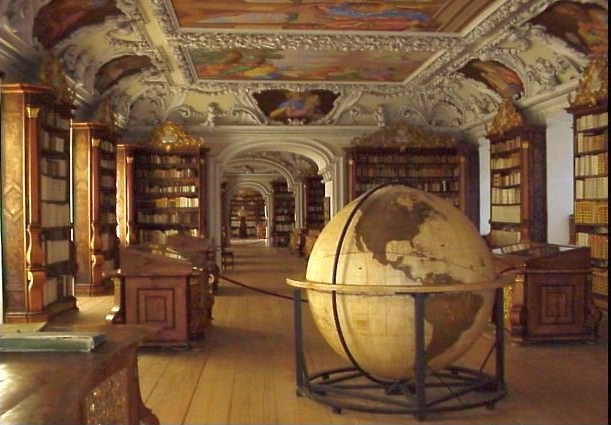
Klosterbibliothek

### Stiftsgymnasium

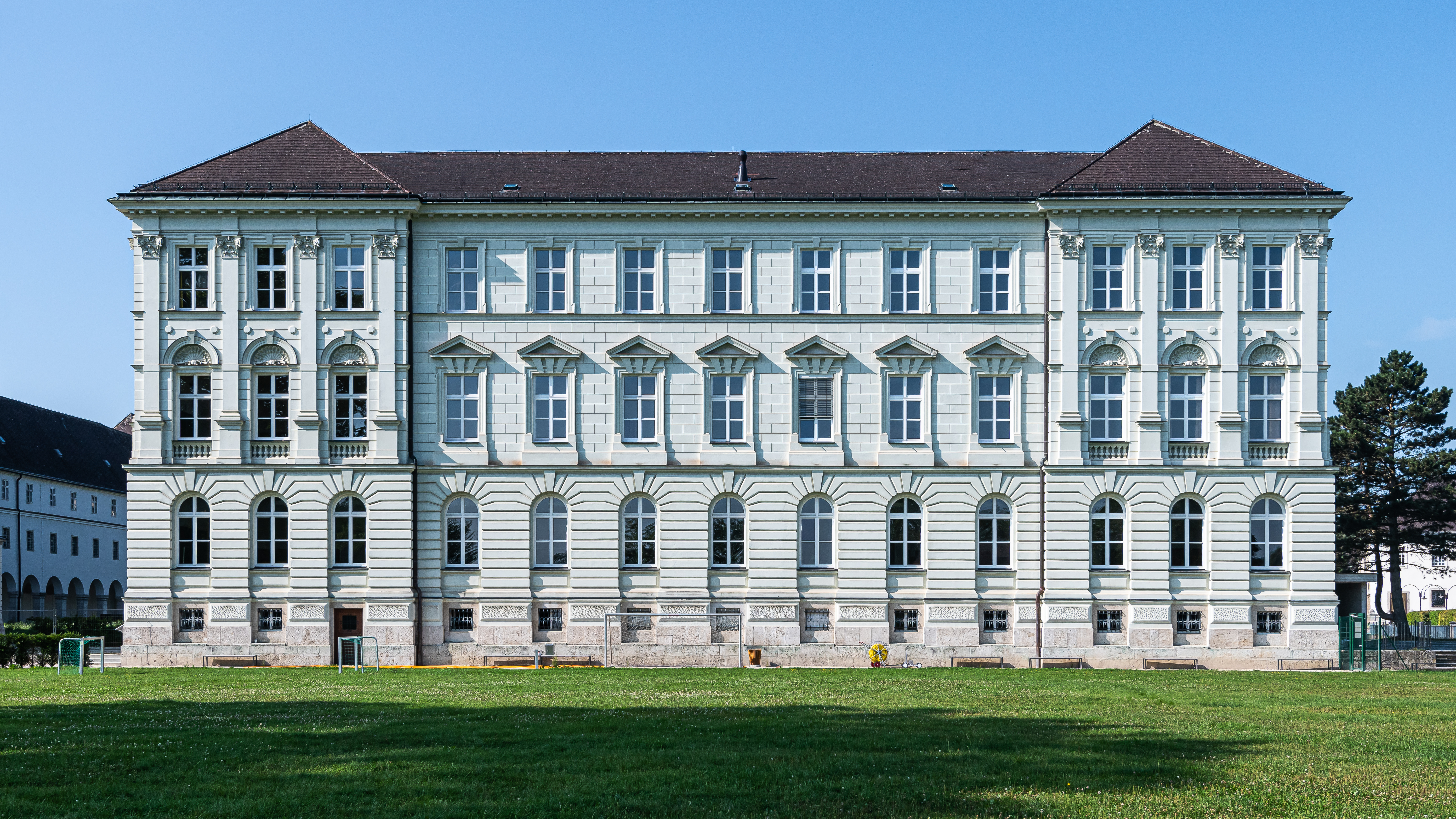
Stiftsgymnasium

Das im Stift angesiedelte humanistisch-neusprachliche Gymnasium vermittelt Allgemeinbildung und humanistisch-christliche Grundhaltungen. Die frühere Klosterschule des Stiftes Kremsmünster ist seit 1549 eine Schule für die Öffentlichkeit.

### Barockes Gartenhaus
Eine Kuriosität barocker Lebensart ist das Gartenhaus im orientalischen Stil aus dem Jahr 1642, die sogenannte „Moschee“, die unter Abt Bonifaz Negele errichtet wurde, mit einem Halbmond auf der mittleren Kuppel. Von der Südgalerie bietet sich ein guter Ausblick über das Kremstal.
Das Feigenhaus von 1638/40 mit ehemals abschlagbarem Dachwerk ist das älteste in Österreich erhaltene Orangerie-Gewächshaus. 2017 wurde es für die Landesgartenschau von einem Wohnhaus zu seiner ursprünglichen Bestimmung zurückverwandelt.

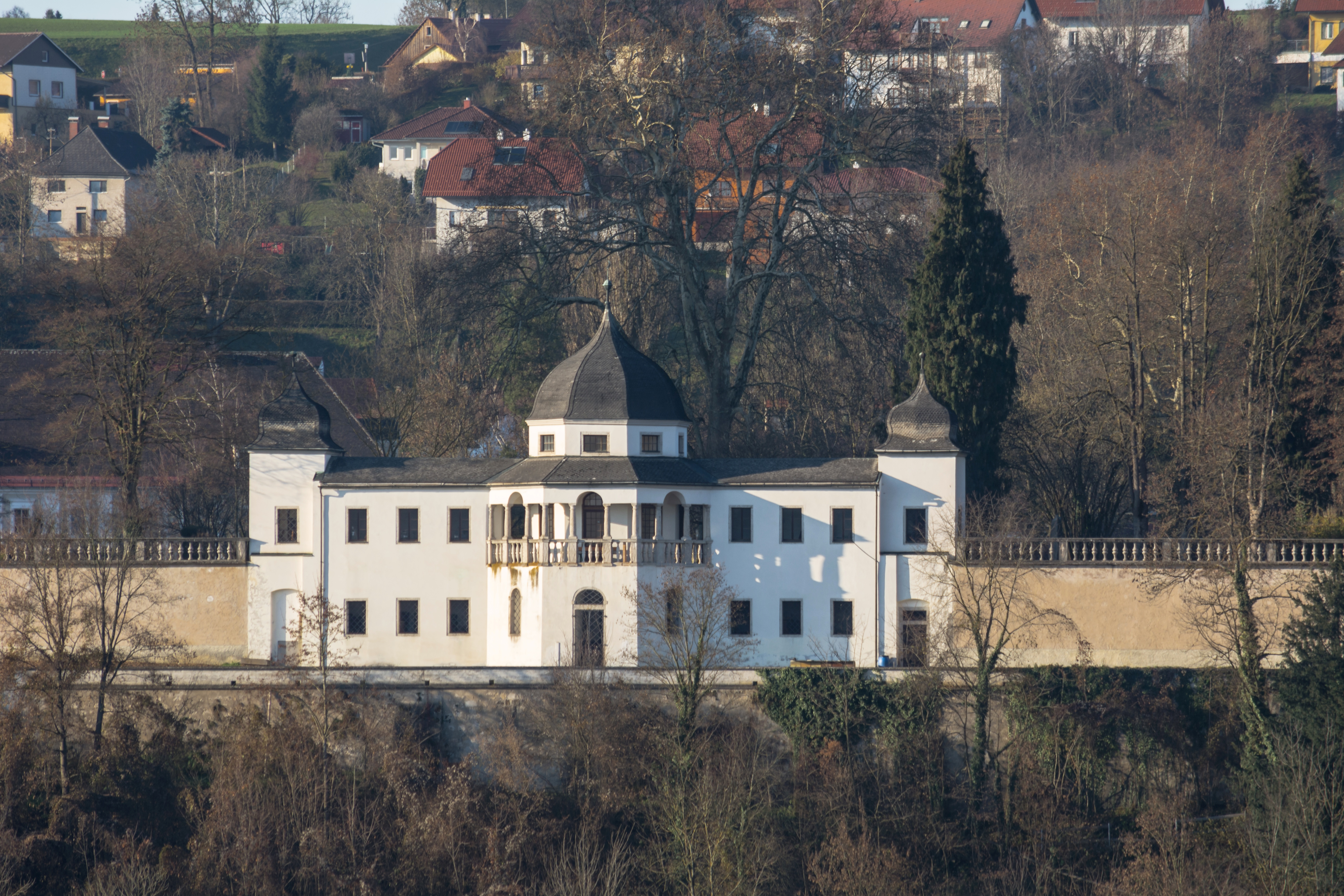
Gartenhaus
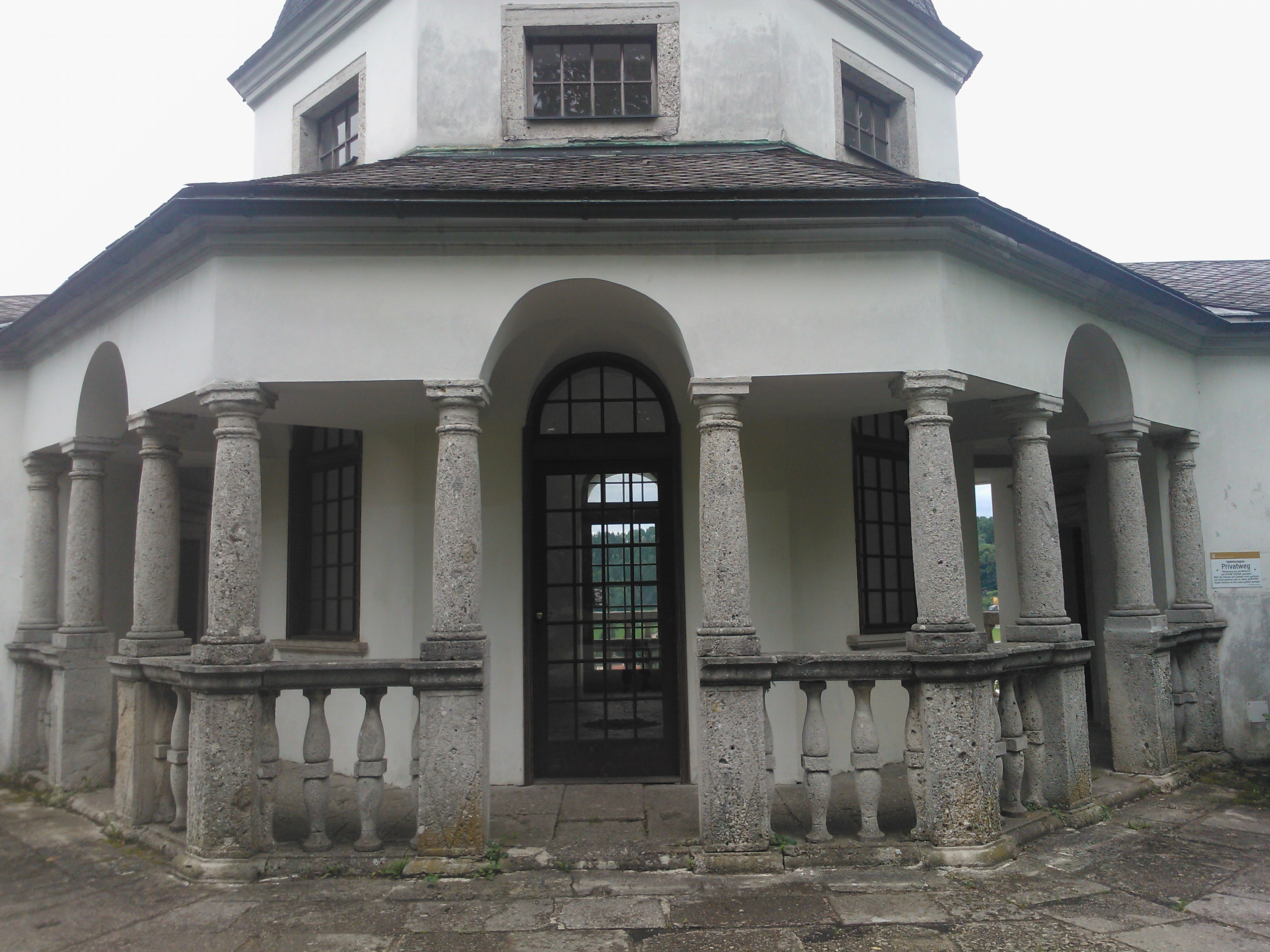
Mittelteil des Gartenhauses
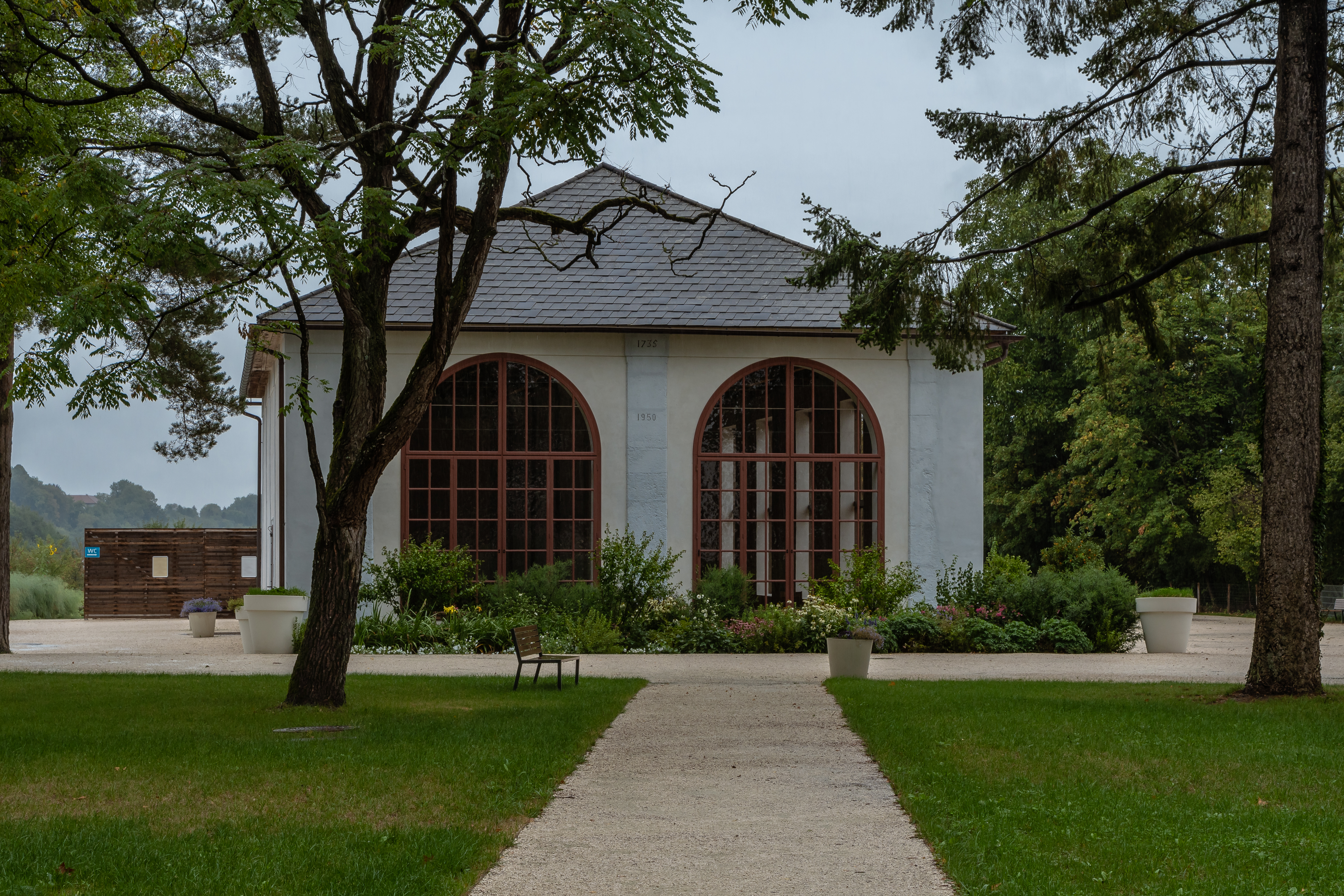
Feigenhaus 2018

## Ökumenische Sommerakademie
Im Stift Kremsmünster findet seit 1999 alljährlich die dreitägige „Ökumenische Sommerakademie“ in der ersten oberösterreichischen Sommerferienwoche statt. Sie stellt sich einem aktuellen Thema, das von Wissenschaftern verschiedener Disziplinen und Theologen beleuchtet wird.

## Treffpunkt Benedikt
Seit 2008 findet im Kloster monatlich der „Treffpunkt Benedikt“ statt. Der Rahmen beinhaltet Vorträge, christlich-spirituelle Angebote und regelmäßige Veranstaltungen. Bis zu 150 Jugendliche besuchen die von Pater Bernhard Eckerstorfer und Abt Ambros Ebhart initiierte Veranstaltung.
Am 8. August 2012 berichtete Radio Vatikan über den Treffpunkt Benedikt. Papst Franziskus erwähnte ihn während einer Audienz am 4. September 2013.

## Goethezentrum
Seit Herbst 2007 beherbergt das Stift auf Vermittlung von Herbert Zeman und Benno Wintersteller das Goethezentrum und ist somit Sitz der Österreichischen Goethe-Gesellschaft. Die Bestände umfassen vier originale Handzeichnungen des Dichters, Autographen von Goethe, Hofmannsthal und anderen Literaten, eine wissenschaftlich wertvolle Bibliothek sowie andere Museumsstücke.

## Wirtschaftsbetriebe und Finanzen
- Die Weinkellerei im Stift Kremsmünster ist einer der traditionsreichsten Weinbaubetriebe in Österreich. Derzeit umfasst das Weingut ca. 40 Hektar mit Lagen in der Wachau, im Kremstal und im Mittelburgenland. Die Weingärten sind verpachtet – gegen Naturalpacht. Durchschnittlich werden ca. 2000 Hektoliter pro Jahr vermarktet.

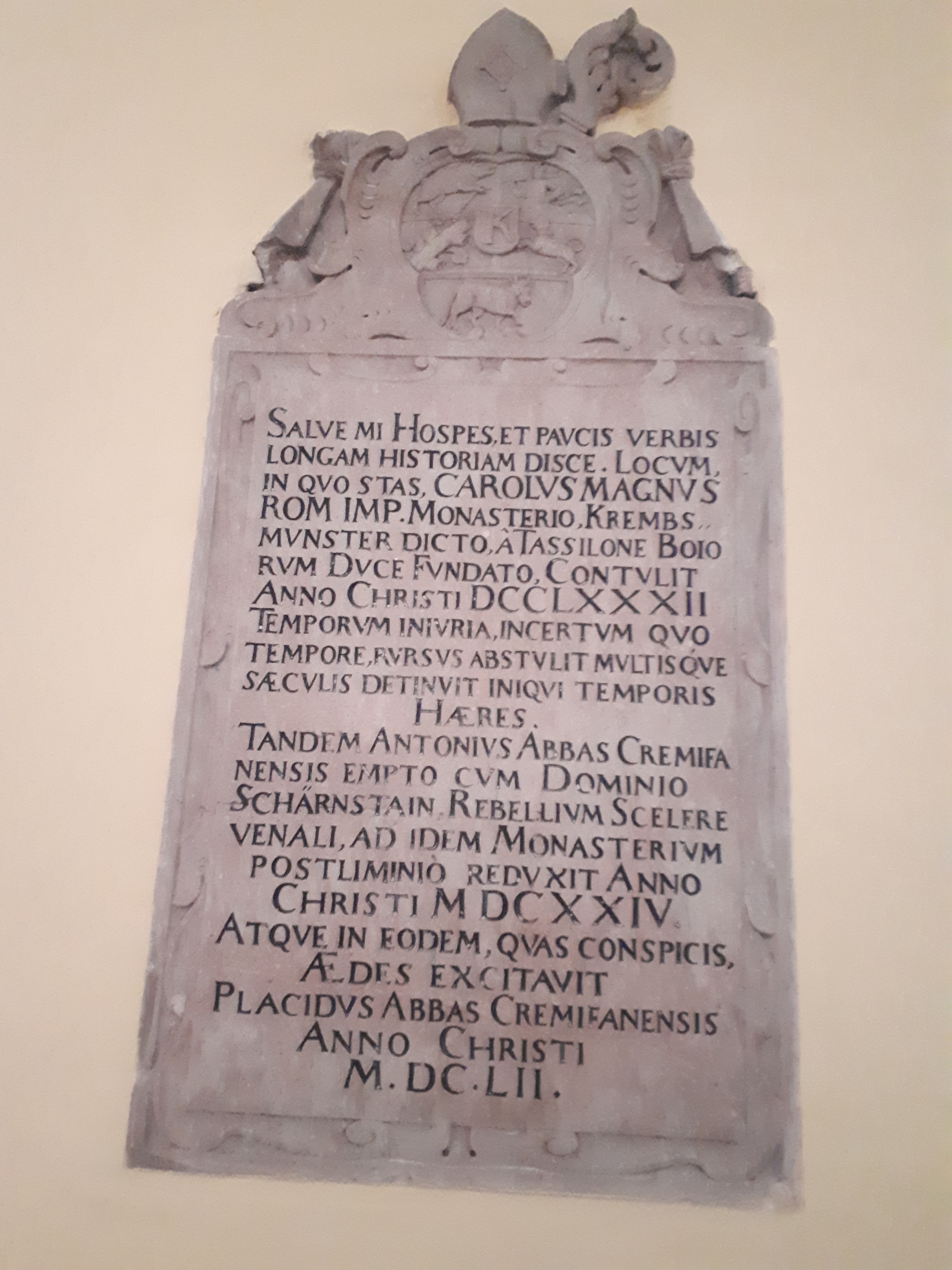
Gedenkplatte in der Kapelle des Seehauses am Almsee 1652 durch Abt Placidus Buechauer Kremsmünster zur Errichtung des Hauses.

- Das Stift Kremsmünster zählt zu den größten Forstbesitzern Österreichs.[12] Die Forstwirtschaft hat eine Gesamtfläche von 9800 Hektar, davon sind 5200 Hektar Wald. Der Rest ist Ödland, dies ist der nördliche Gebirgsabfall im Bereich des Almsees. Der Forstbetrieb ist in fünf Reviere unterteilt, die sich über 20 politische Gemeinden von Norden nach Süden, von Pucking bis Grünau und Osten bis Westen, von Oberschlierbach bis Kirchham erstrecken. Dem Forstbetrieb zugeordnet sind die Jagd und die Fischerei. Zu den Fischereigewässern gehören neben dem Almsee, ein Teil des Almflusses und des Kremsflusses. Von 1627 bis 1848 gehörte auch das Schloss Kremsegg dem Stift.
- In der Klostergärtnerei werden u. a. Blumen, Kräuter, Saisongemüse, Biofruchtsäfte, Dekorationen und Gestecke erzeugt und verkauft.
- Die Stiftsschank ist seit Jänner 2013 an Harald und Georg Pettermann verpachtet.
- Klosterladen

Das Stift Kremsmünster bezog an EU-Agrarförderungen im Jahr 2012 ca. 140.500 EUR aus Förderprogrammen und Direktzahlungen.

## Inkorporierte Pfarreien und ihre Kirchen
- Pfarr- und Wallfahrtskirche Adlwang
- Pfarrkirche Allhaming
- Pfarrkirche Bad Hall
- Pfarrkirche Buchkirchen
- Pfarrkirche Eggendorf im Traunkreis
- Pfarrkirche Eberstallzell
- Pfarrkirche Fischlham
- Pfarrkirche Grünau
- Pfarrkirche Kematen an der Krems
- Pfarrkirche Magdalenaberg
- Pfarrkirche Neuhofen an der Krems
- Pfarrkirche Pettenbach
- Pfarrkirche Pfarrkirchen bei Bad Hall
- Pfarrkirche Ried im Traunkreis
- Pfarrkirche Rohr im Kremstal
- Pfarrkirche Sattledt
- Pfarrkirche Sipbachzell
- Pfarrkirche Scharnstein
- Pfarrkirche Steinerkirchen
- Pfarrkirche Steinhaus
- Pfarrkirche St. Konrad
- Pfarrkirche Thalheim bei Wels
- Pfarrkirche Viechtwang
- Pfarrkirche Vorchdorf
- Pfarrkirche Weißkirchen

Alle liegen in Oberösterreich.

## Missbrauchsfälle

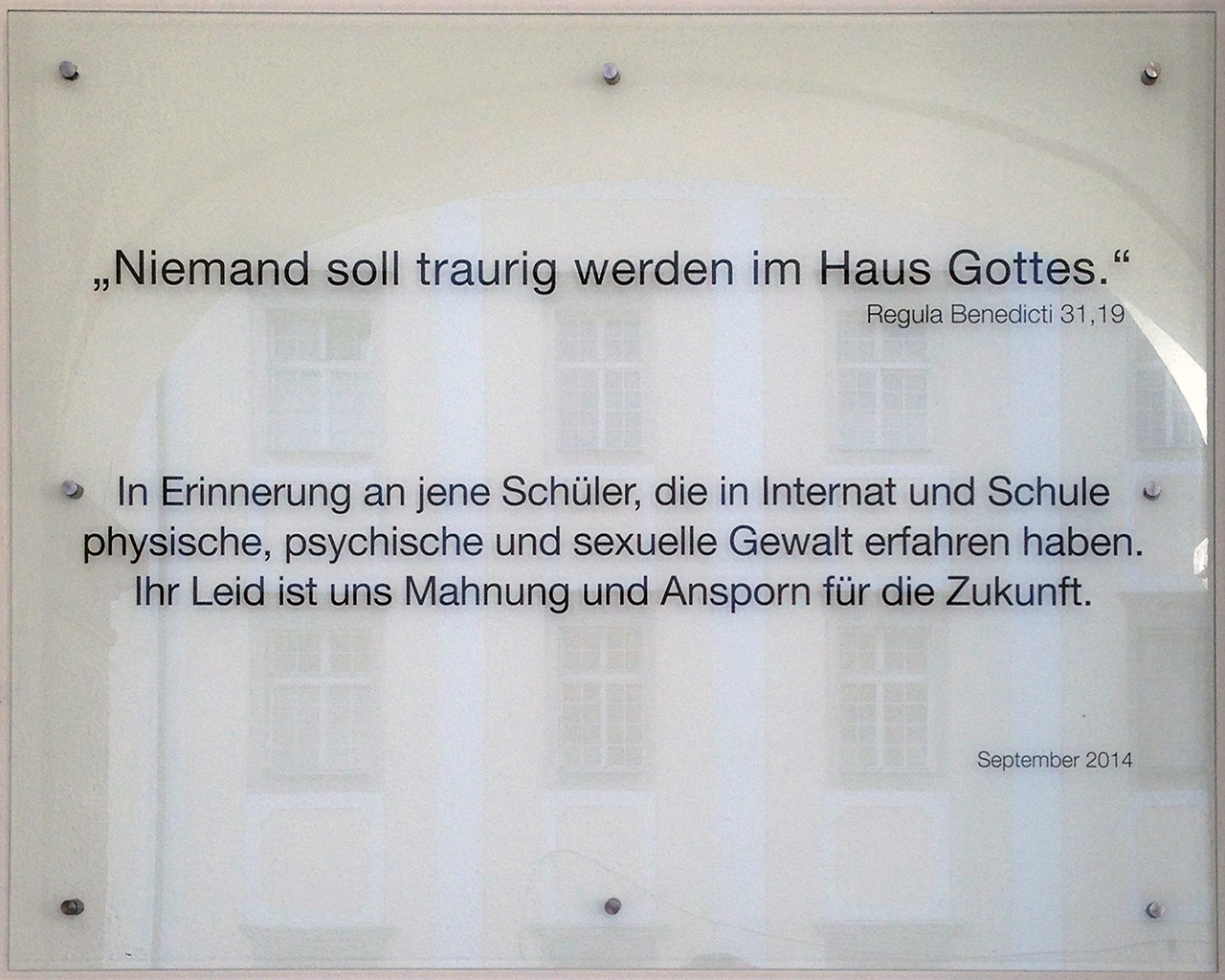
Gedenktafel für Missbrauchsopfer

Zahlreiche Missbrauchsfälle im Internat und Gymnasium führten in den Jahren 2008 und 2010 zu polizeilichen Ermittlungen gegen mehrere Patres, die in den 1970–2000er Jahren als Lehrer und Erzieher tätig gewesen waren. Der Haupttäter und ehemalige Konviktsdirektor P. Alfons (August Mandorfer) ist im März 2012 nach einem kirchenrechtlichen Verfahren aus dem Ordensverband ausgeschieden und im April 2012 von Papst Benedikt XVI. laisiert worden. Er wurde im Jänner 2015 vom Oberlandesgericht Linz wegen des nachweislichen Missbrauchs von 24 ehemaligen Zöglingen rechtskräftig zu zwölf Jahren Haft verurteilt. Zwei weitere Patres wurden nach einem Ende 2013 abgeschlossenen kirchenrechtlichen Verfahren zu internen Auflagen verurteilt. Am 27. März 2015 wurde eine vom Münchner Institut für Praxisforschung (IPP) unter der Leitung des Sozialpsychologen Heiner Keupp durchgeführte wissenschaftliche Studie zum Thema „Sexualisierte, psychische und physische Gewalt in Konvikt und Gymnasium des Benediktinerstifts Kremsmünster“ präsentiert, in der insgesamt 16 gewalttätige sowie 8 pädokriminelle Täter erfasst wurden. Seit September 2014 erinnert auch eine Gedenktafel im Gymnasialgang an die von den oben genannten Gewaltformen betroffenen ehemaligen Schüler des Stiftsgymnasiums.

## Eine Kunstsammlung mit fehlenden Objekten
Die Sammlung des Stifts umfasst mit Stand 2020 etwa 2.200 Gemälde, 70 Ikonen, 2.000 Kupferstiche, frühmittelalterliche Zimelien sowie Objekte in der Kunst- und Rüstkammer. Seit 2006 fehlen der Sammlung immer wieder Objekte. Im Februar des genannten Jahres wurde das älteste Gemälde der Stiftssammlung gestohlen: „Das letzte Abendmahl“, ein hochformatiges Gemälde des böhmischen Künstlers „Meister von Raigen“ (um 1415).
Im August 2006 wurde aus der Ausstellung „Krötengift und Hexenkraut“ im Schloss Peuerbach eine Leihgabe des Stifts im Wert von ca. 30.000 Euro gestohlen: „Astronomicum Caesareum“, ein Buch von Petrus Apianus mit astronomischen Abbildungen aus 1532, wurde aus der Glasvitrine gestohlen; zurück blieb der Ledereinband und eine Doppelseite. 2018 sollen ein Gemälde, ein Muschelrelief und zahlreiche Kupferstiche im Gesamtwert von 35.000 Euro sowie weitere Bilder, Bücher und Kerzenständer gestohlen worden sein.
Nachdem P. Klaudius Wintz im Herbst 2018 vom Amt des Kustos entlassen wurde, unternahm sein Nachfolger im Mai 2020 eine Inventarkontrolle und stellte fest, dass 50 Objekte fehlten. Drei Schusswaffen aus dem 17. Jahrhundert sowie 47 Bilder waren abgängig. Wintz gab in ersten Berichten an, die Stücke verkauft zu haben, um die Restaurierung anderer Stücke zu finanzieren. Die Hälfte der Objekte wurden auf Anraten der Polizei von Händlern an das Stift zurückgegeben, die zuletzt noch fehlenden sollen am 27. Jänner 2021 auf der Website des Bundeskriminalamts mit Bildern zur Fahndung ausgeschrieben werden. Wintz wurde im April 2021 wegen Diebstahls nicht rechtskräftig verurteilt. Der wegen Hehlerei mitangeklagte Antiquitätenhändler unterwarf sich einer Diversion.